# Мистецтво Стародавнього Єгипту
Мистецтво Стародавнього Єгипту — живопис, скульптура, архітектура та інші види мистецтва, які зародилися в Нільській долині близько 5000 років до н. е. і проіснували до 300 року н. е.

## Архітектура

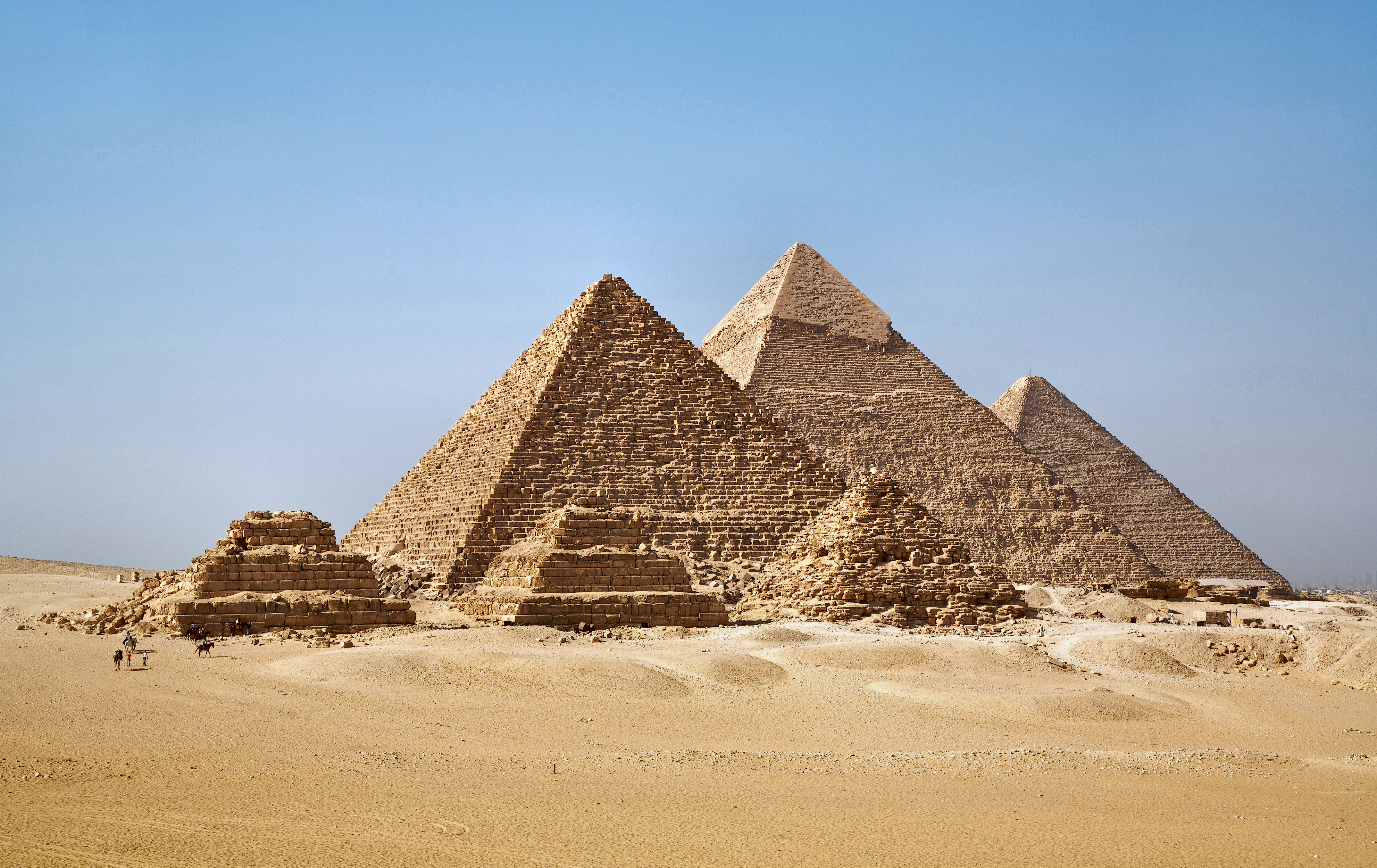
Піраміди в Гізі

Давньоєгипетська архітектура вирізняється умовністю й одноманітністю. Це було пов'язано з тим, що видобуток каменю і його обробка перебувала в руках держави, методи роботи встановилися так міцно, що не змінювалися впродовж 3500 років. Ізольованість єгипетської цивілізації призвела до того, що в стародавній державі була відсутня конкуренція в архітектурі, яка б сприятливо вплинула на її розвиток, як, наприклад, в Європі. Ще одним важливим фактором була відсутність різноманітності будівельного матеріалу.
В Єгипті було мало архітектурних форм, характерних для цієї держави, це також пояснювалося обмеженістю будівельного матеріалу. Основними архітектурними формами були  піраміда, пілон і  колона.
Останній фактор, який відіграє велику роль у розвитку архітектури більшості країн, — це наявність доріг і їх якість. В Стародавньому Єгипті єдиною хорошою дорогою був Ніл, він нею залишається й досі.
Єгипетське будівельне мистецтво досягло своєї досконалості в епоху фараона Хуфу. Після цього методи будівництва ніяк не покращувалися, хоча в архітектурі виникли нові форми, а якість будівництва, в широкому сенсі, незмінно погіршувалася.

## Скульптура

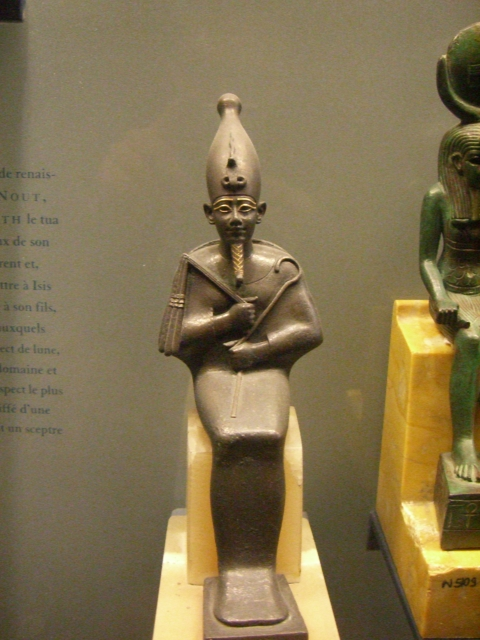
Статуя Осіріса. Лувр. Париж

Скульптура Стародавнього Єгипту — одна з найбільш самобутніх і строго канонічно розроблених галузей мистецтва Давнього Єгипту. Скульптура створювалася і розвивалася, щоб представити давньоєгипетських богів, фараонів, царів і цариць у фізичній формі. Існувало також безліч зображень Ка в могилах простих єгиптян, в основному з дерева, деякі з них збереглися. Статуї богів і фараонів ставили на загальний огляд, як правило, на відкритих просторах і поза храмів.
Статуї, як правило, зберігають первинну форму кам'яної брили (або шматка дерева), з якого вони висічені.
Існував дуже суворий канонстворення давньоєгипетської скульптури: колір тіла чоловіка мав бути темніше кольору тіла жінки, руки сидячої людини повинні були бути виключно на колінах; існували певні правила зображення єгипетських богів. Так бога Гора слід було зображати з головою сокола, бога мертвих Анубіса — з головою шакала. Всі скульптури створювали відповідно до даного канону і проходження було настільки суворим, що майже за тритисячолітню історію існування Стародавнього Єгипту він не зазнав змін.

## Живопис
Всі зображення в Стародавньому Єгипті яскраво розфарбовували. Кам'яну поверхню готували до фарбування — грубий шар бруду з більш м'яким шаром гіпсу зверху, потім вапняк — і фарба лягала рівніше. Застосовувані пігменти були, як правило, мінеральними, щоб захистити зображення від сонячного світла. Склад фарби був неоднорідним — темпера на основі яєчного жовтку різноманітні в'язкі речовини і смоли. В кінцевому підсумку справжня фреска не виходила і не використовувалася. Замість цього використовували фарбу на шарі висушеного пластиру, так звана техніка альсекко. Зверху живопис покривали шаром лаку або смоли, щоб зберегти зображення надовго. Невеликі зображення, виконані в такій техніці, добре збереглися, хоча на великих статуях практично не зустрічаються. Найчастіше подібні методи застосовували при розфарбовуванні маленьких статуй, особливо дерев'яних.
Безліч єгипетських картин збереглися завдяки сухому клімату Стародавнього Єгипту. Картини створювали з наміром поліпшити життя покійному в потойбічному світі. Сцени, зображені на картині, представляли подорож в загробний світ і зустріч в потойбічному світі з божеством (суд Осіріса). Також часто зображували земне життя покійного, щоб допомогти йому займатися тим же в царстві мертвих.
В Новому Царстві разом з померлим стали ховати Книгу мертвих. Це вважалося важливим для загробного життя.
Основними кольорами були червоний, синій, чорний, коричневий, жовтий, білий і зелений.

## Періоди мистецтва Давнього Єгипту

### МистецтвоСтародавнього Царства(XXXIIст.— XXIVст. до н.е.)
У першій половині III тисячоліття до нашої ери склався монументальний стиль єгипетського мистецтва, виробилися образотворчі канони, які потім свято оберігалися протягом століть. Їх сталість обумовлена особливостями розвитку давньоєгипетського суспільства, а також тим, що мистецтво Єгипту було складовою частиною культу, заупокійного ритуалу. Воно настільки було тісно поєднано із релігією, яка боготворила сили природи і земну владу, що важко зрозуміти його образну структуру, не маючи загального уявлення про релігійно-обрядові звичаї єгиптян.
У цей період створюються такі архітектурні споруди як Великі Піраміди і Великий Сфінкс.

### МистецтвоСереднього Царства(XXIст.— XVIIIст. до н.е.)
Хоча мистецтво Середнього царства ретельно дотримувалося традицій і канонів Стародавнього, воно не залишилося повністю незмінним. Після довгого періоду смути і розпаду Єгипту на окремі номи (області) держава в XXI столітті до н. е. знову об'єдналася під владою фіванських правителів — цим знаменується початок Середнього царства. Але тепер централізація вже не була настільки абсолютною, як раніше. Місцеві правителі, номархи, стали багатшими і самостійнішими. Вони поступово привласнювали собі привілеї, які раніше належали тільки царю, — привілеї високих титулів, релігійних церемоній, уподібнення Осірісу і Хору. Тепер гробниці вельмож розташовувалися не біля підніжжя царських пірамід, а окремо, на території номів. Піраміди ж стали скромнішими, менші за розмірами; вже жоден фараон не наважився на спорудження таких гігантських усипальниць як Хеопс або Хефрен.
Це призводить до того, що з одного боку знижується пафос монументальності, і оскільки заупокійні культи стають справою більш повсюдною, то в мистецтві, особливо в мистецтві місцевих шкіл, проявляється відтінок повсякденності. А звідси посилення жанрових «вільностей» у трактуванні сюжетів, в композиції. У портреті посилюються риси індивідуальної характерності. З іншого боку, канони все-таки переважають і, маючи за собою занадто вже велику давність, мимоволі збиваються на шаблон і схему.

### МистецтвоНового Царства(XVIIст.— XIст. до н.е.)
Сміливіші і внутрішньо більш значні зрушення відбуваються в художній культурі Нового царства, що настало після перемоги над азійськими племенами гіксосів. У мистецтві Нового царства пробивається полум'я земного почуття, роздумів, тривог. Самі традиційні форми ніби зсередини висвітлюються цим новим світлом, він їх перетворює.
Втім, багато традицій вже зживали себе і в формах. Замість архітектури гробниць (гробниці в Новому царстві перестали бути наземними спорудами — вони ховалися в ущелинах скель) розквітає архітектура храмів. Жерці в цю епоху стали самостійною політичною силою, що конкурувала навіть з владою царя. Тому не лише заупокійні храми царів, а головним чином храми-святилища, присвячені різним втіленням бога Амона, визначали архітектурний вигляд Єгипту. Щоправда, і в храмах прославляли особу фараона, його подвиги та завоювання; ці прославлення велися з ще більшим розмахом, ніж раніше. Взагалі культ грандіозного не згас, а навіть відновився з небувалою імпозантністю, але разом з тим сюди приєдналося якесь внутрішнє занепокоєння.
Протягом кількох століть будувалися і добудовувалися знамениті храми Амона-Ра в Карнаку і Луксорі, поблизу Фів. Якщо древня піраміда з її спокійною цілісною формою уподібнювалась горі, то ці храми нагадували дрімучий ліс, де можна загубитися.
Різноманітні художні пошуки періоду XVIII династії підготували появу заключного, зовсім вже новаторського етапу, пов'язаного з царюванням фараона-реформатора Ехнатона, в XIV столітті до н. е. Ехнатон сміливо виступив проти фіванського жрецтва і, скасувавши єдиним законодавчим актом весь давній пантеон богів, зробив жерців своїми непримиренними ворогами. Мистецтво часів Ехнатона (його називають амарнським, оскільки Ехнатон переніс столицю у побудоване при ньому місто Ахетатон, поблизу сучасного села Амарна) звернулося до незвіданого до нього: до простих почуттів людей, до їх душевного стану. У творах амарнського стилю зруйнована броня душевної непроникності: тут крики і стогони плакальників, тут похмура покірність полонених негрів, тут, нарешті, ліричні сцени сімейного життя Ехнатона, — він обіймає дружину, пестить дітей.
Релігійно-політичні реформи Ехнатона були занадто сміливими, щоб бути довговічними. Реакція почалася вже за одного з його найближчих наступників — Тутанхамона, а незабаром всі старі культи були відновлені, і ім'я Ехнатона віддане прокляттю. Однак нові початки, внесені в мистецтво, розвивалися ще протягом, принаймні, сторіччя. Багато ж новаторських ідей та прийомів, які ввійшли під час правління Ехнатона, так і збереглися в давньоєгипетському мистецтві.
Таким чином, єгипетське мистецтво в підсумку свого довгого шляху прийшло до нових рубежів. Але далі його лінія розвитку згасає. Останній прославлений завойовник Рамсес II став культивувати урочисто-монументальний стиль, який тепер уже не був таким органічним, як колись у Стародавньому царстві. Печерний храм Рамсеса II в Абу-Сімбелі являє собою заключний спалах єгипетського монументального генія. Після Рамсеса пішла смуга важких тривалих воєн, завоювання Єгипту ефіопами, ассирійцями, втрати Єгиптом військової та політичної могутності, а потім і культурної першості. В VII столітті до н. е. єгипетське держава на певний час знову об'єднується навколо саїсських правителів. Відродилося в цей час і давньоєгипетське мистецтво в своїх традиційних формах. Саїсське мистецтво досить високе за майстерністю, але в ньому немає колишньої життєвості, воно холодне, відчувається втома, згасання творчої енергії. Всесвітньо-історична роль Єгипту тоді була вже вичерпана.

### Еліністичний Єгипет
Найвідомішими збереженими творами елліністичного Єгипту Птолемеїв є Фаюмські портрети — створені в техніці енкаустики поховальні портрети I–III століть. Свою назву отримали за місцем першої великої знахідки у Фаюмській оазі в 1887 році британською експедицією на чолі з Фліндерсом Пітрі. Є елементом видозміненої під грецьким впливом місцевої похоронної традиції: портрет замінює традиційну поховальну маску на мумії. Знаходяться в колекції багатьох музеїв світу, в тому числі Британського музею, Лувру, Музеї Метрополітен, Московський музей імені Пушкіна володіє чудовим зібранням з 23 похоронних фаюмских портретів, виявлених в Єгипті в 70-ті роки XIX століття, що дає можливість простежити розвиток цього жанру протягом чотирьох століть (з I по IV ст.).
Фаюмські портрети — найкращі збережені зразки античного живопису. Вони зображують особи мешканців стародавнього Єгипту в Елліністичний період і Римський період (I–III століття нашої ери).
Після завоювання Єгипту Александром Македонським час правління фараонів завершилося. В період правління династії Птолемеїв — спадкоємців імперії Александра, відбулися значні зміни в мистецтві та архітектурі. Поховальний портрет — унікальна художня форма свого часу — процвітав в Єгипті доби еллінізму. Стилістично пов'язані з традиціями греко-римського живопису, але створені для типово єгипетських потреб, якими замінено похоронні маски мумій, фаюмські портрети — разюче реалістичні зображення чоловіків і жінок різного віку.

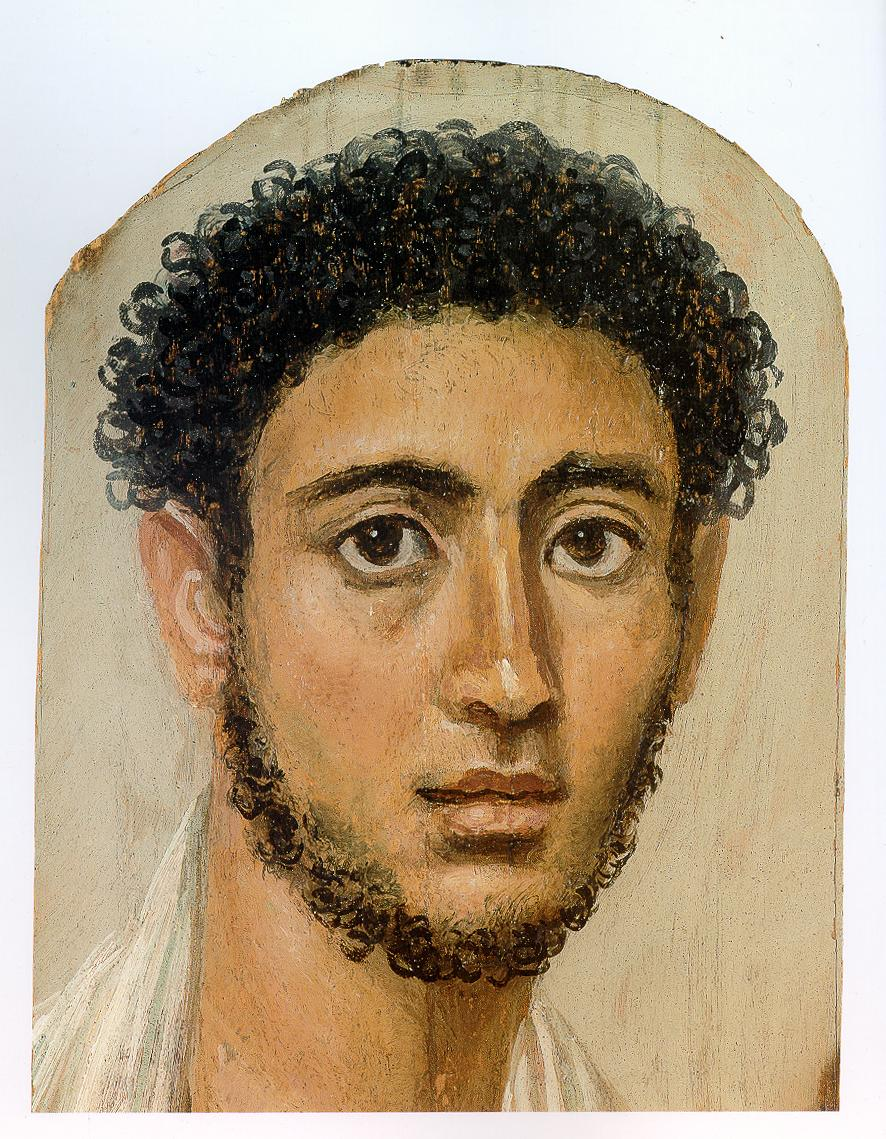
Портрет молодого чоловіка, Державне античне зібрання, Мюнхен
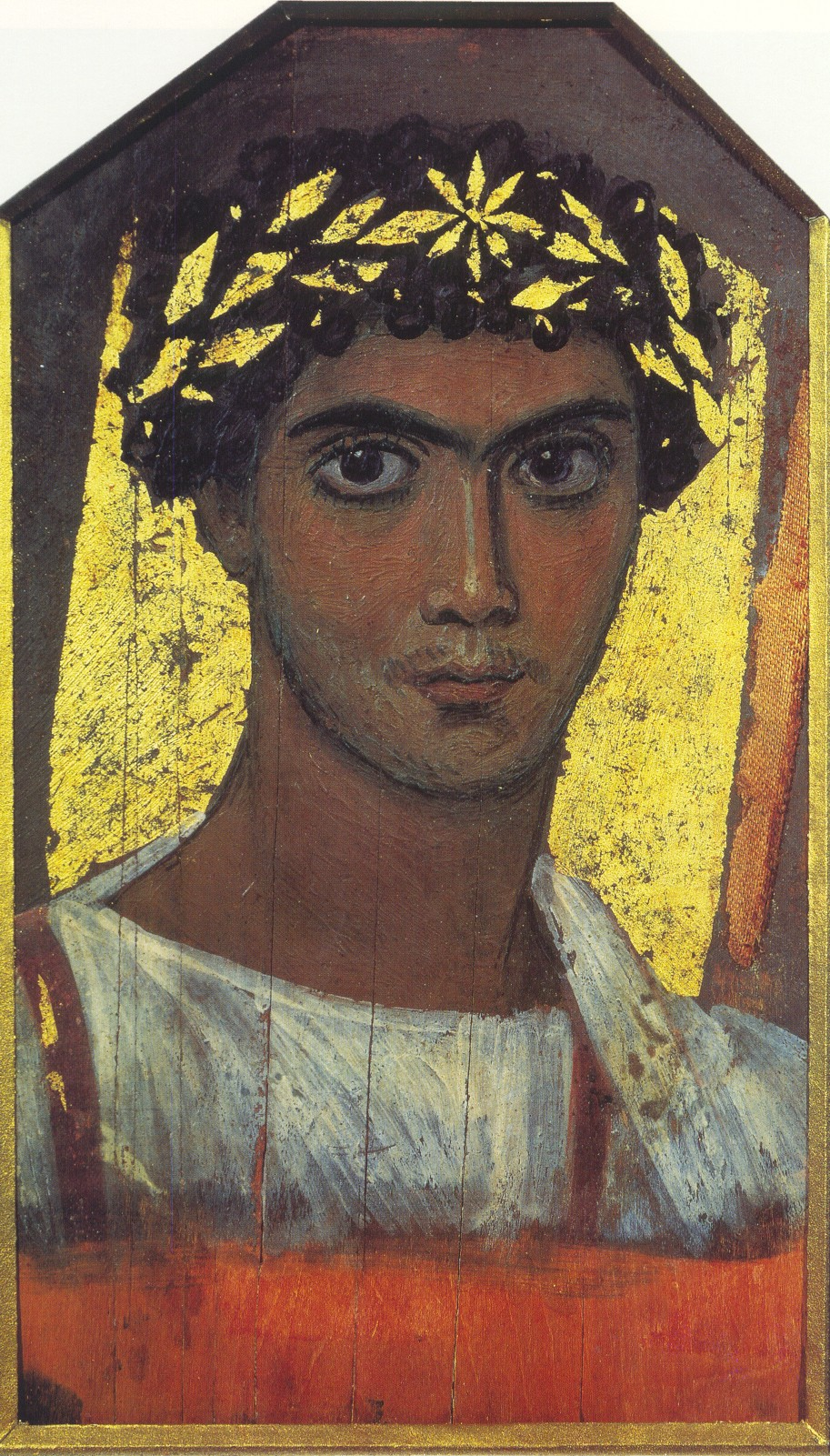
Портрет чоловіка із золотим вінцем, Музей образотворчих мистецтв імені Пушкіна
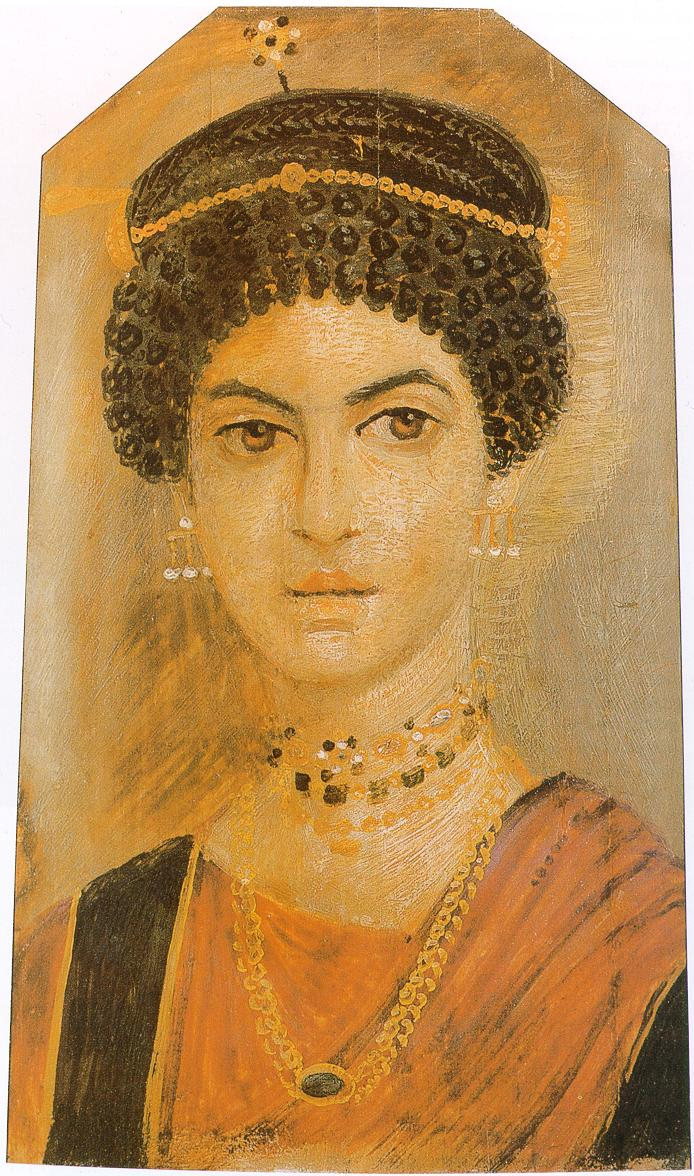
Портрет жінки у червоному хітоні, Національний музей Шотландії
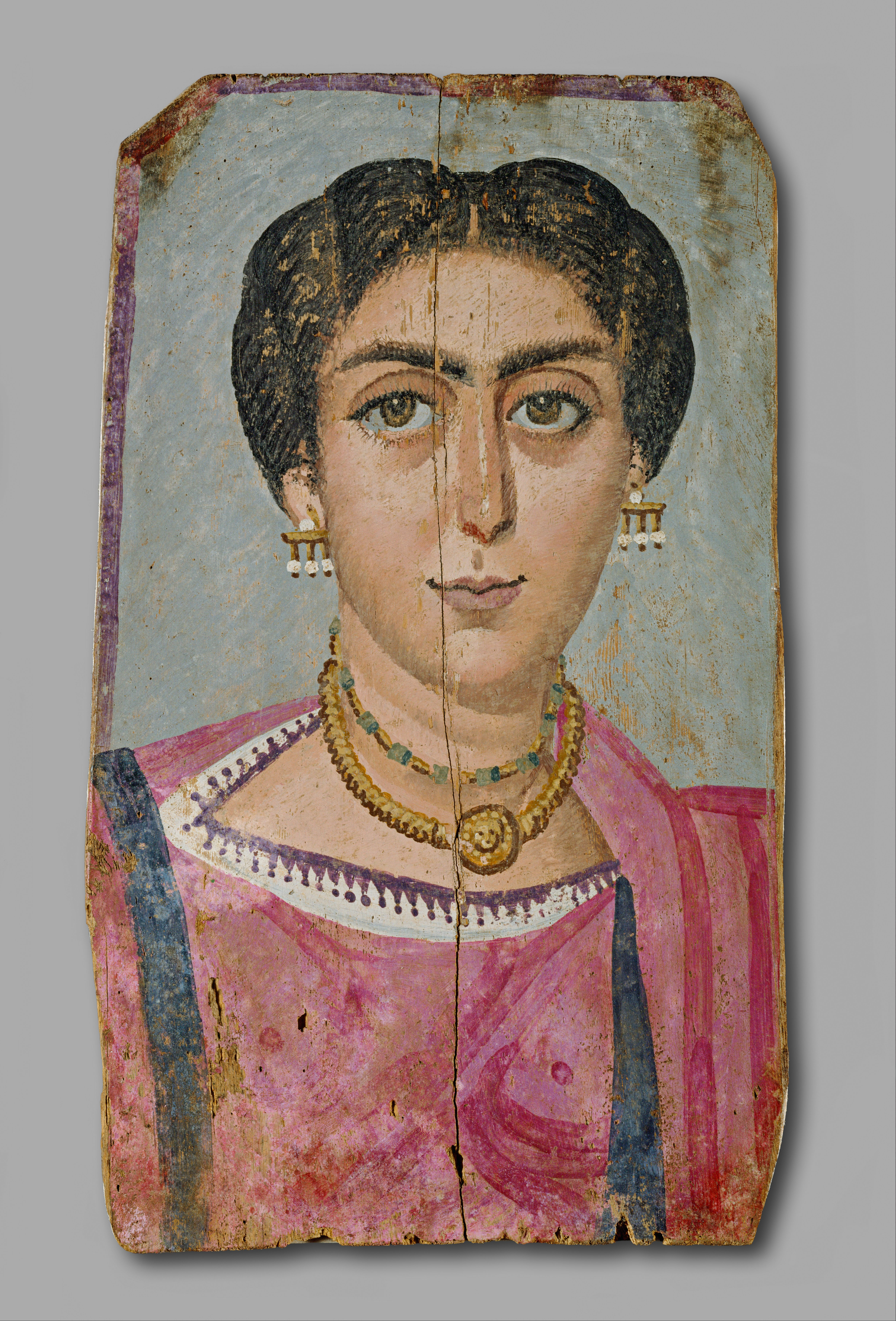
Жінка з намистом,  Музей історії мистецтв , Відень
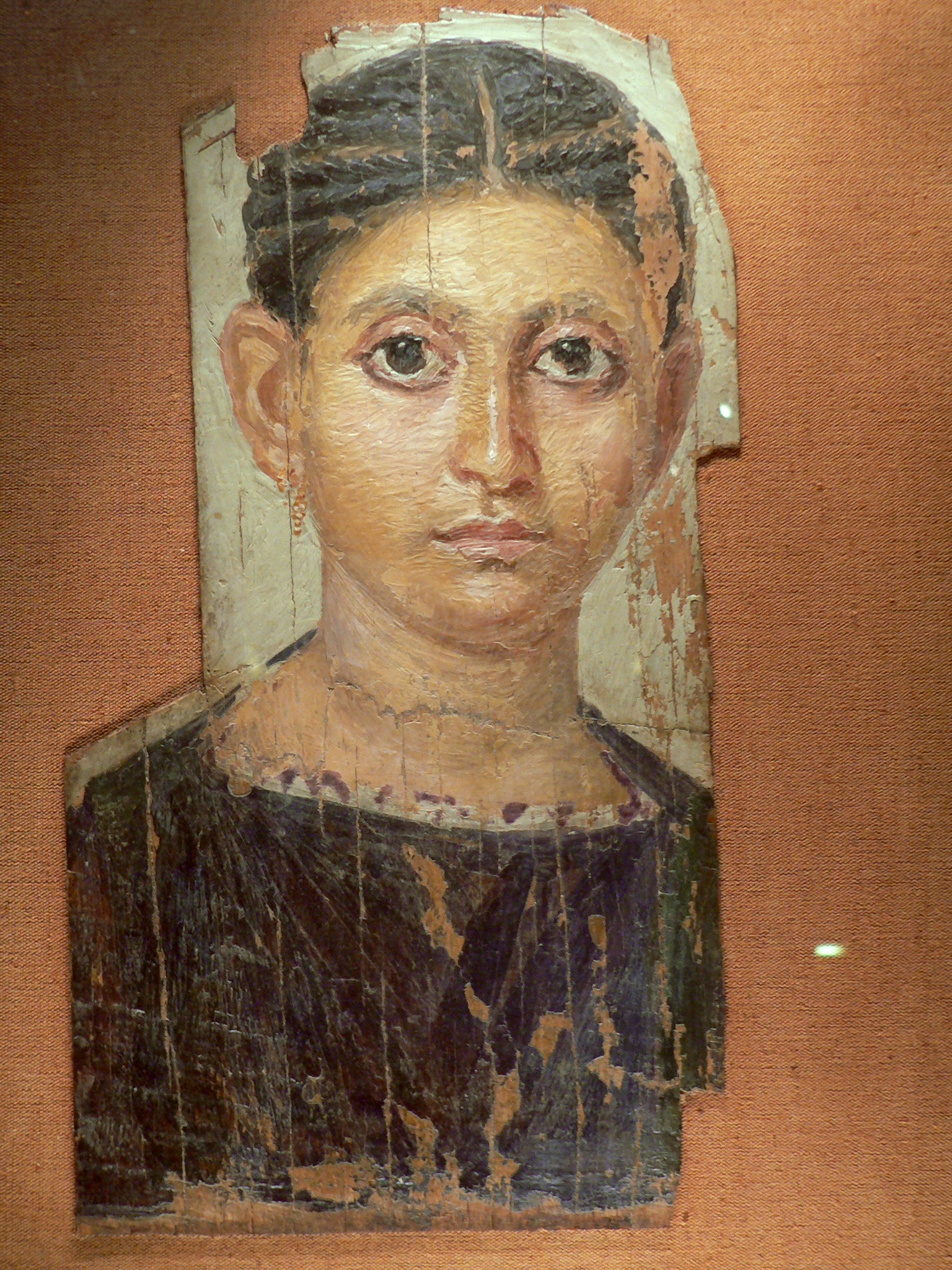
Портрет дівчинки, Лувр, Париж
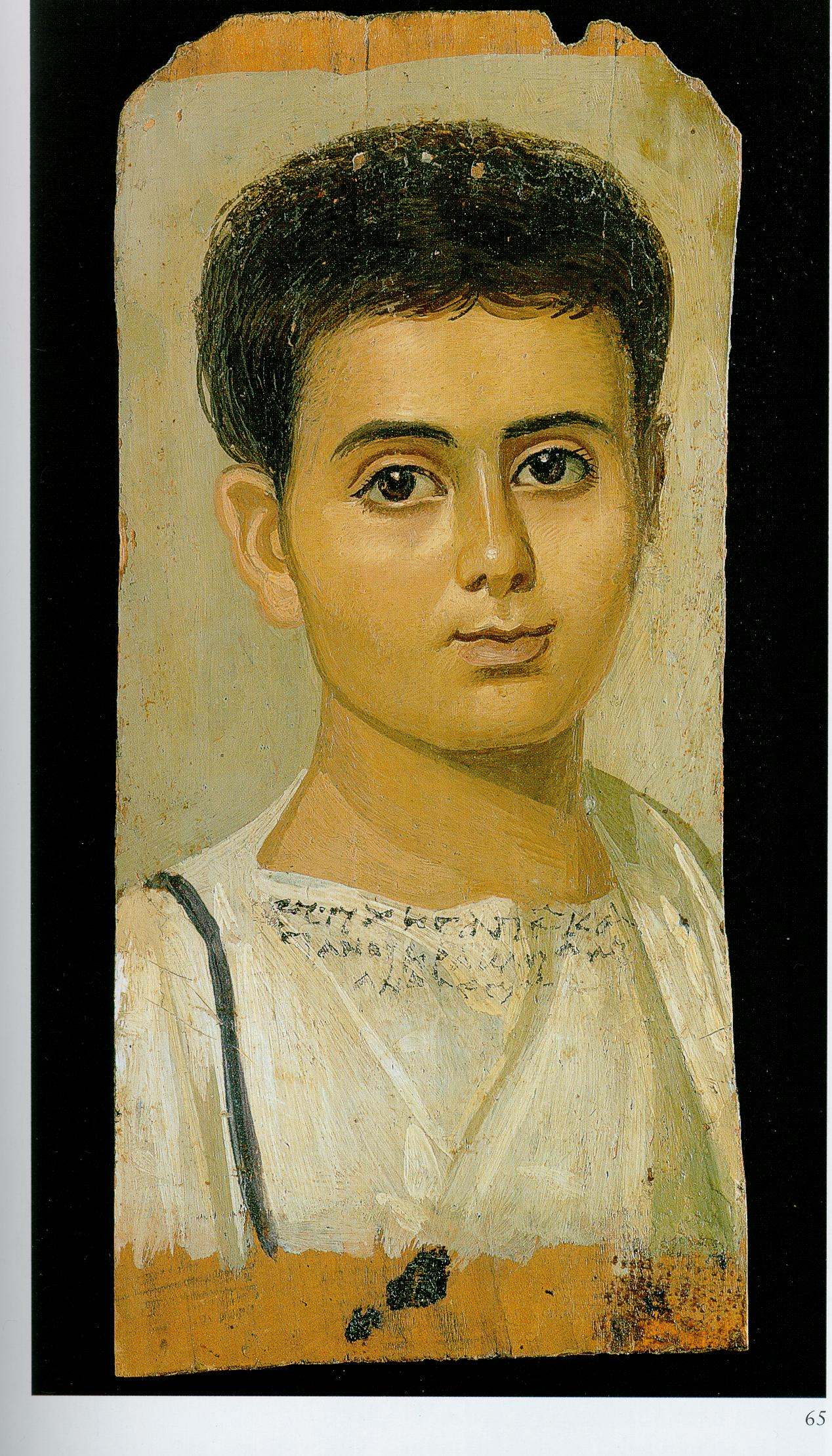
Портрет хлопчика, Музей мистецтва Метрополітен
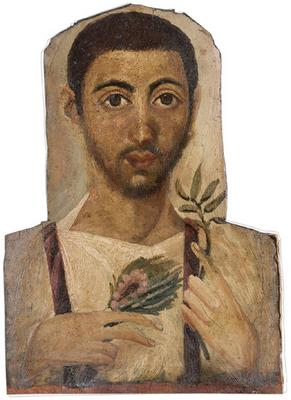
Портрет чоловіка з гілкою, Діжонський музей образотворчого мистецтва
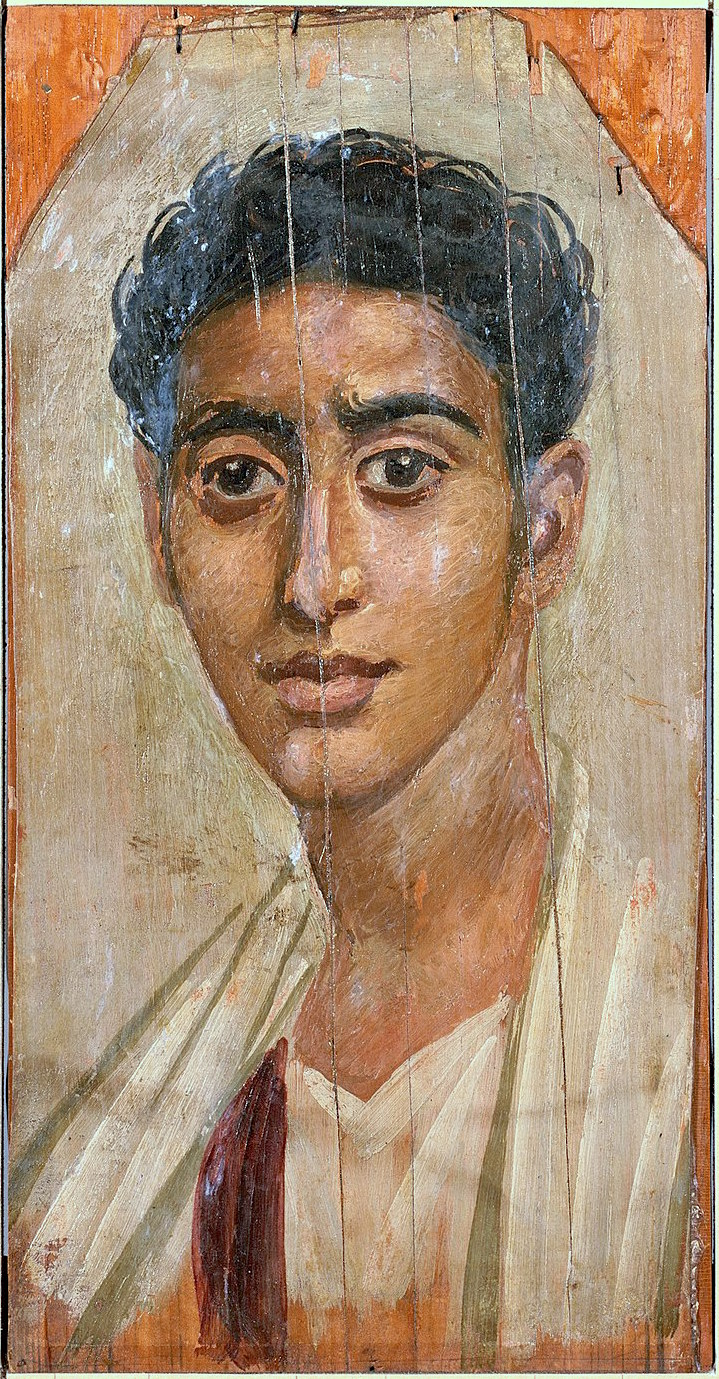
Портрет юнака, Художній музей Волтерс
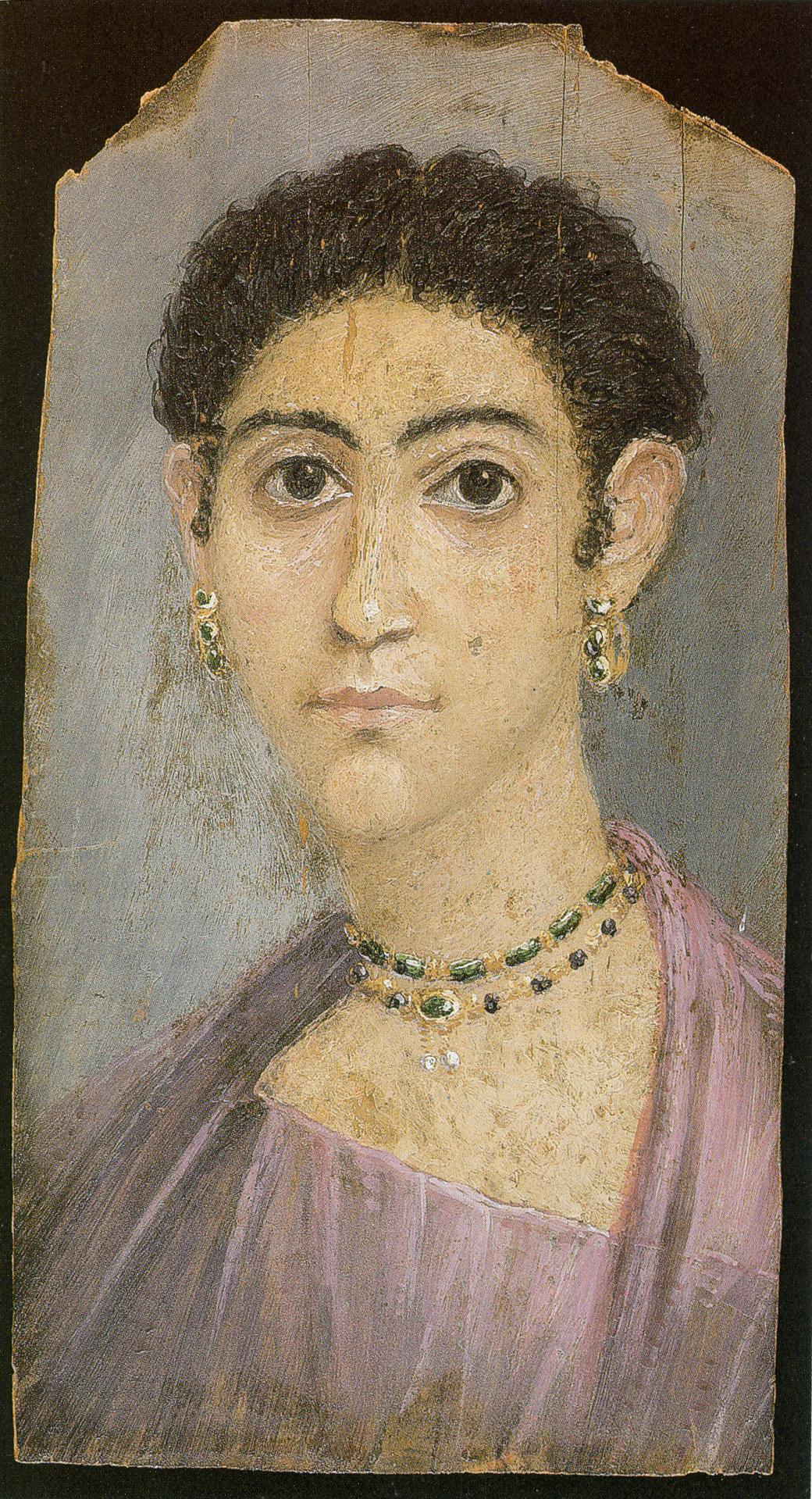
Жінка у бузковому хітоні, Британський музей, Лондон
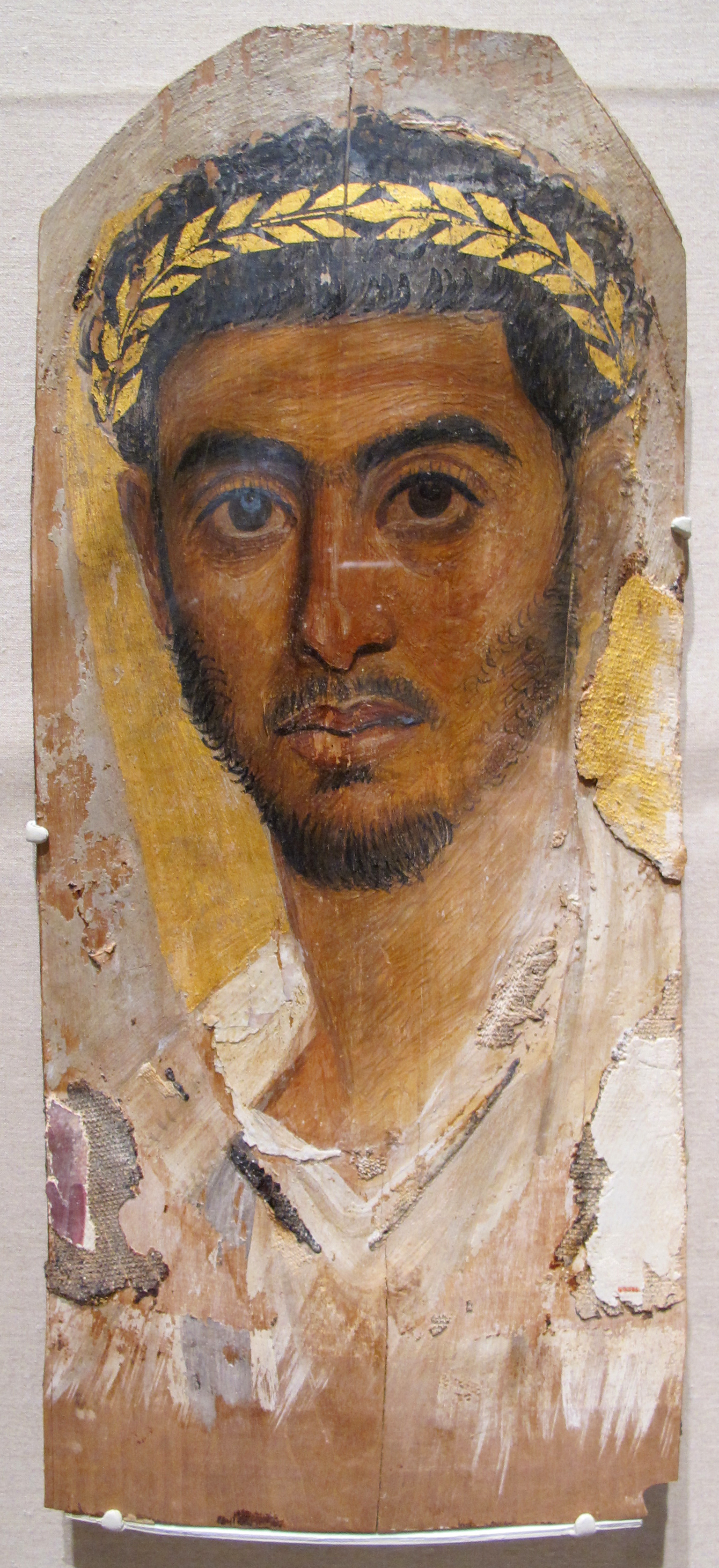
Портрет юнака, Бруклінський музей, Нью-Йорк
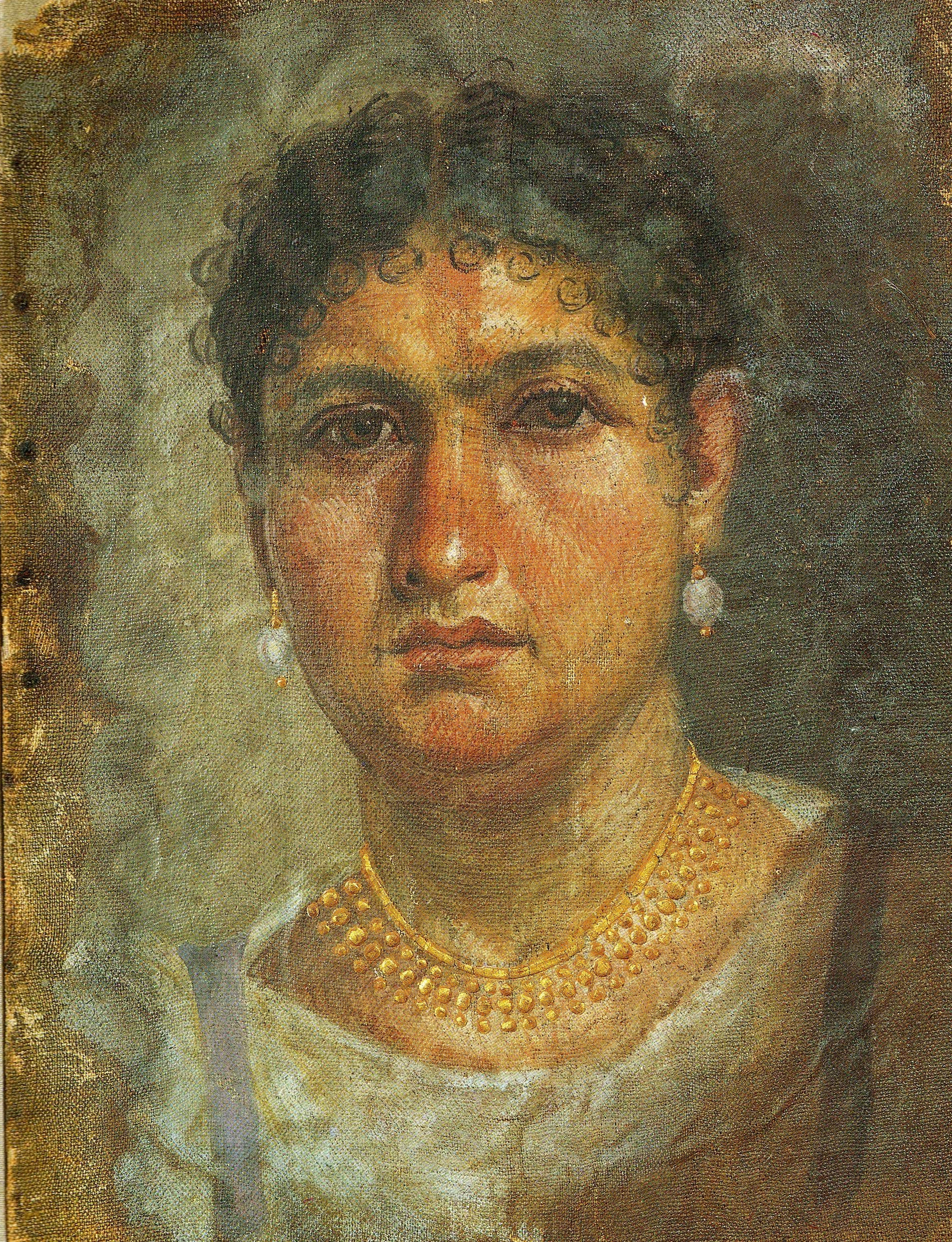
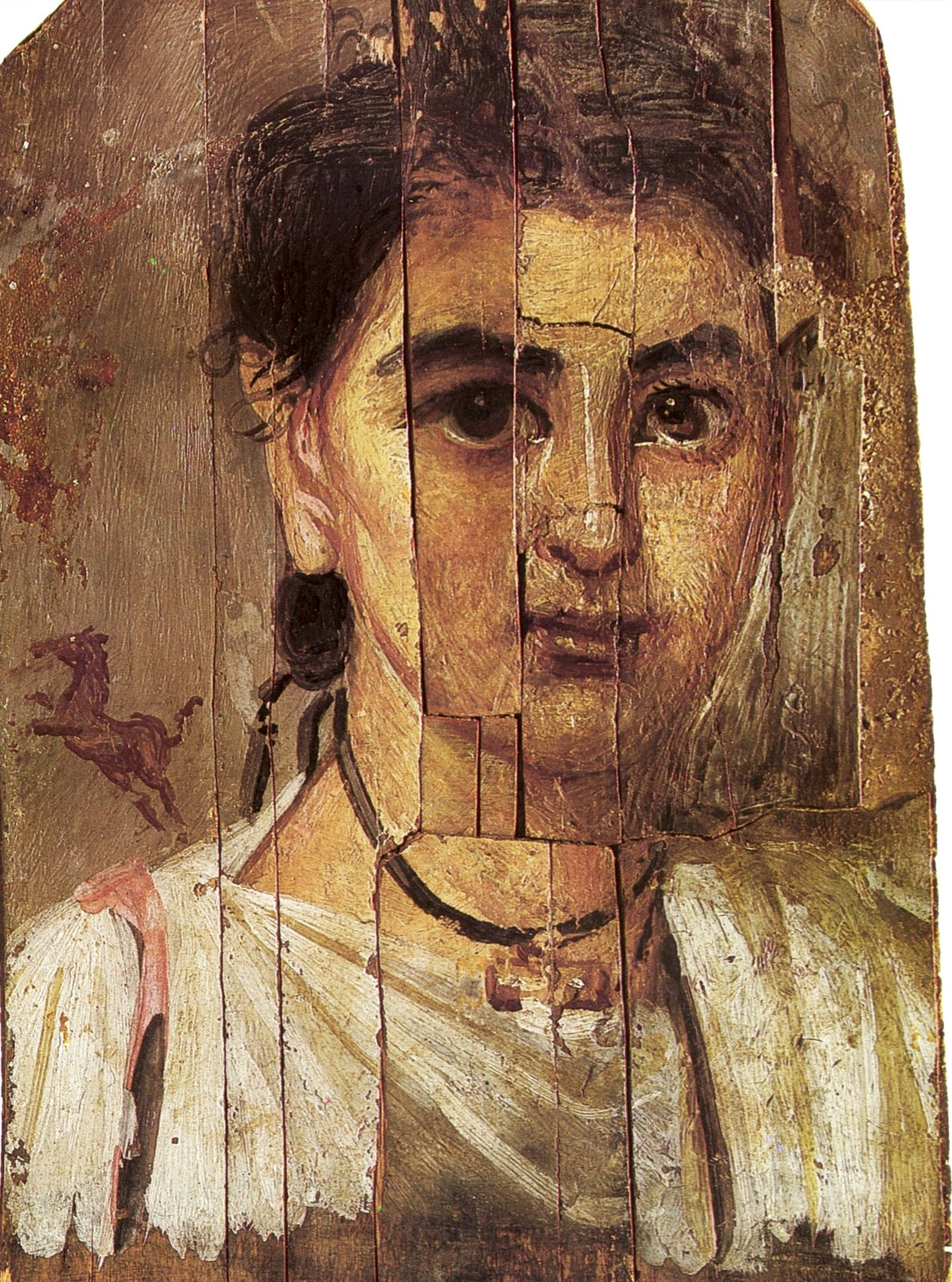
Портрет хлопчика, Варшавський національний музей, Польща
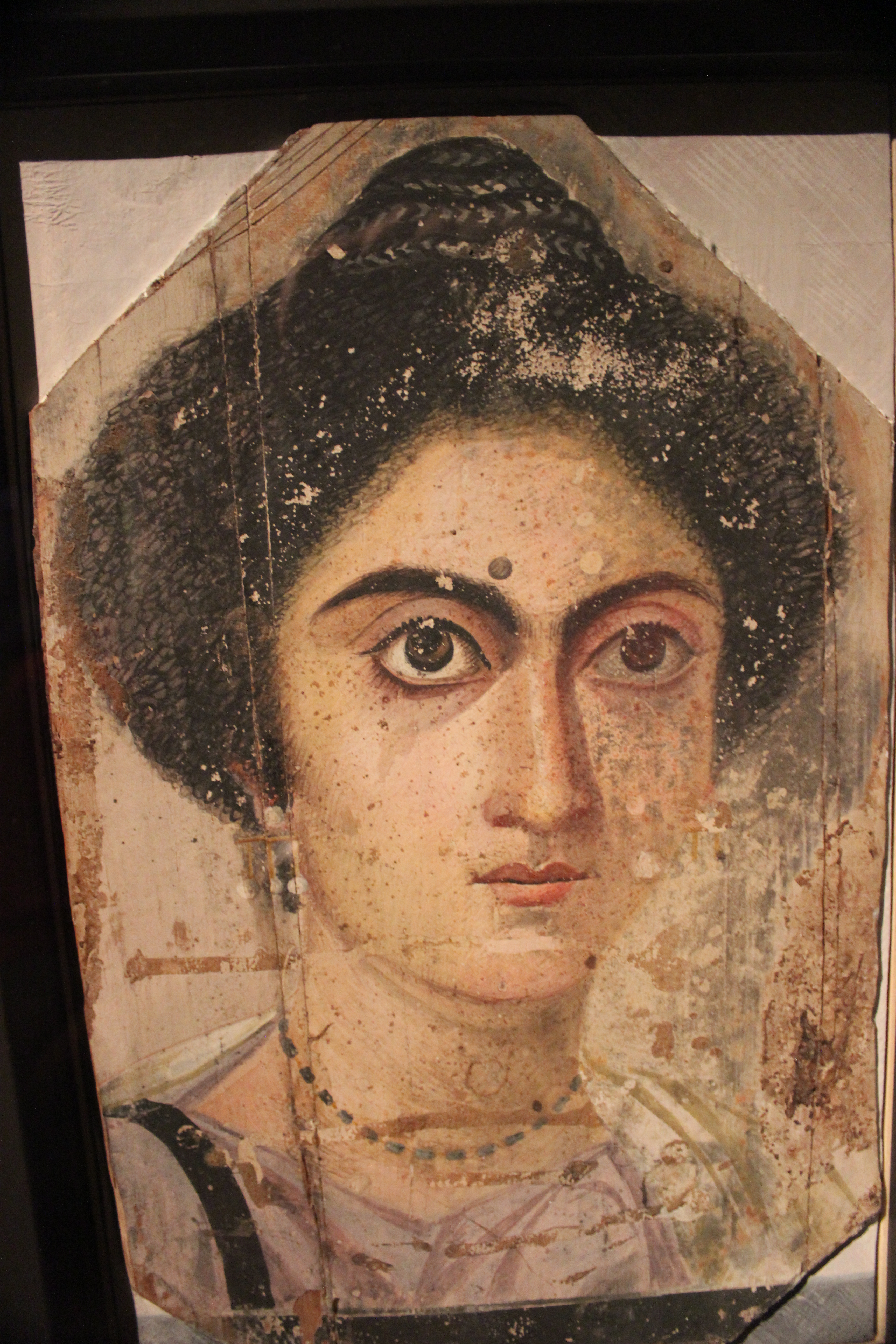
Портрет жінки, Єгипетський музей, Єгипет
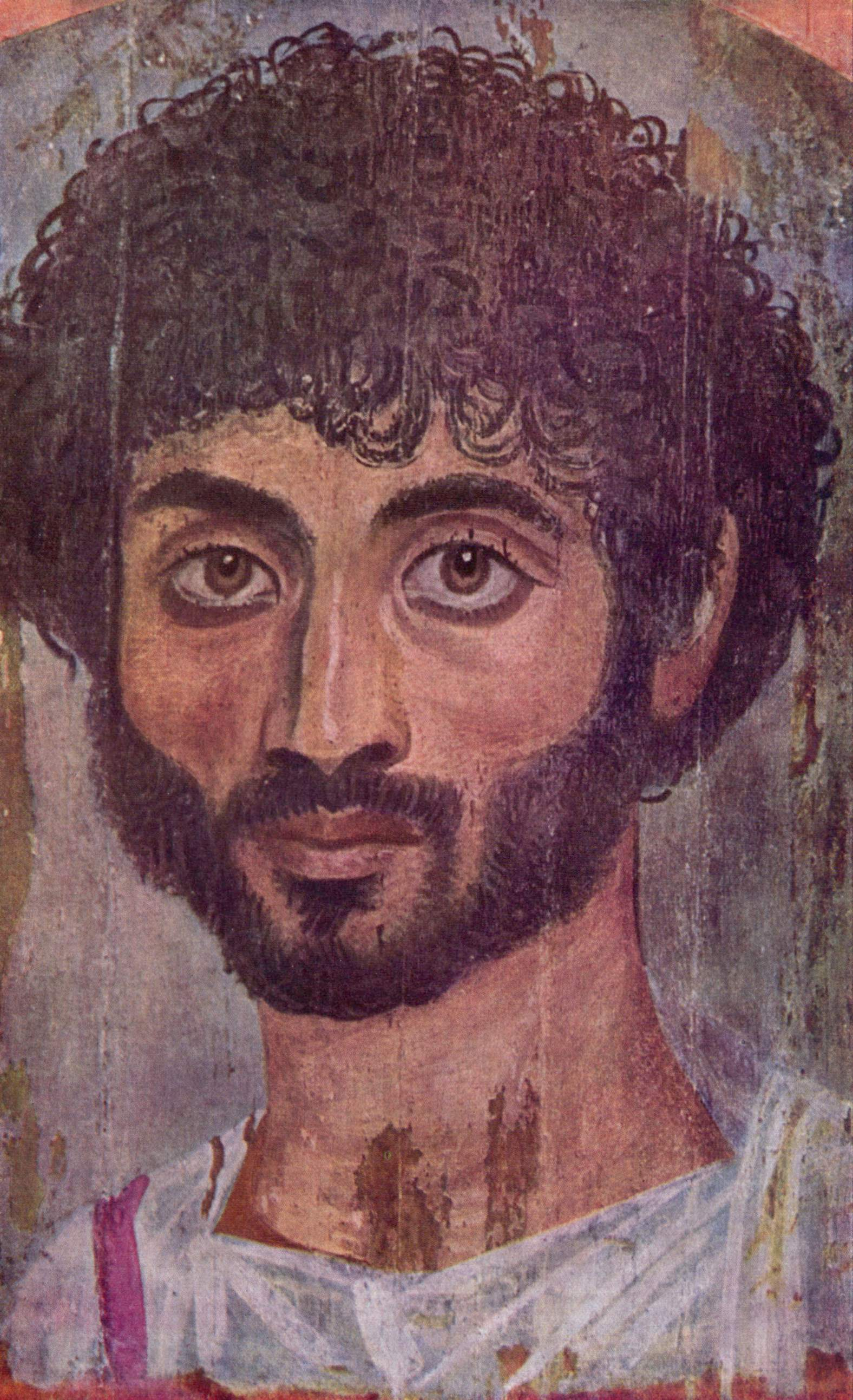
Портрет чоловіка, Музей мистецтва Метрополітен, США
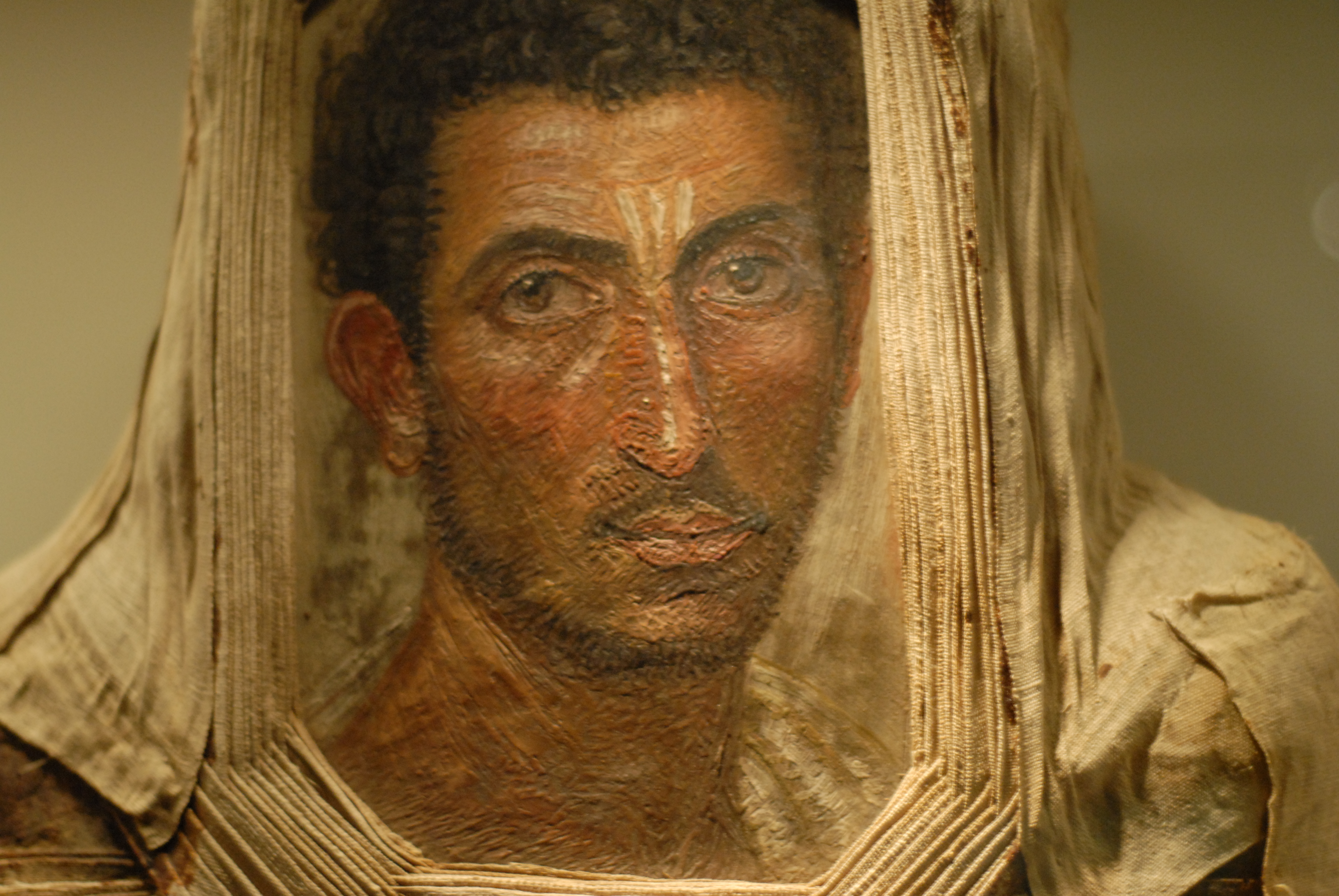
Портрет бородатого чоловіка, Единбург, Шотландський королівський музей, Сполучене королівство
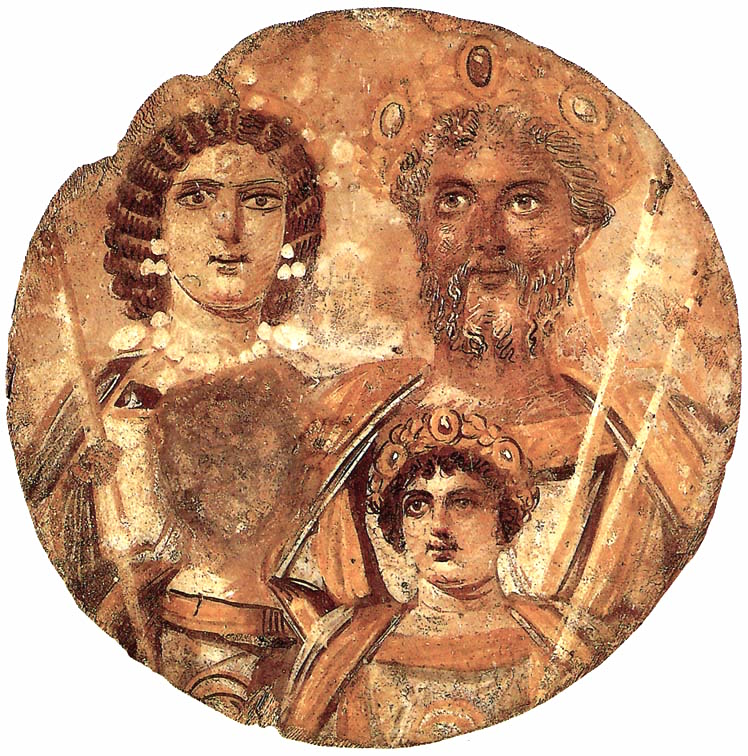
Септимій Север
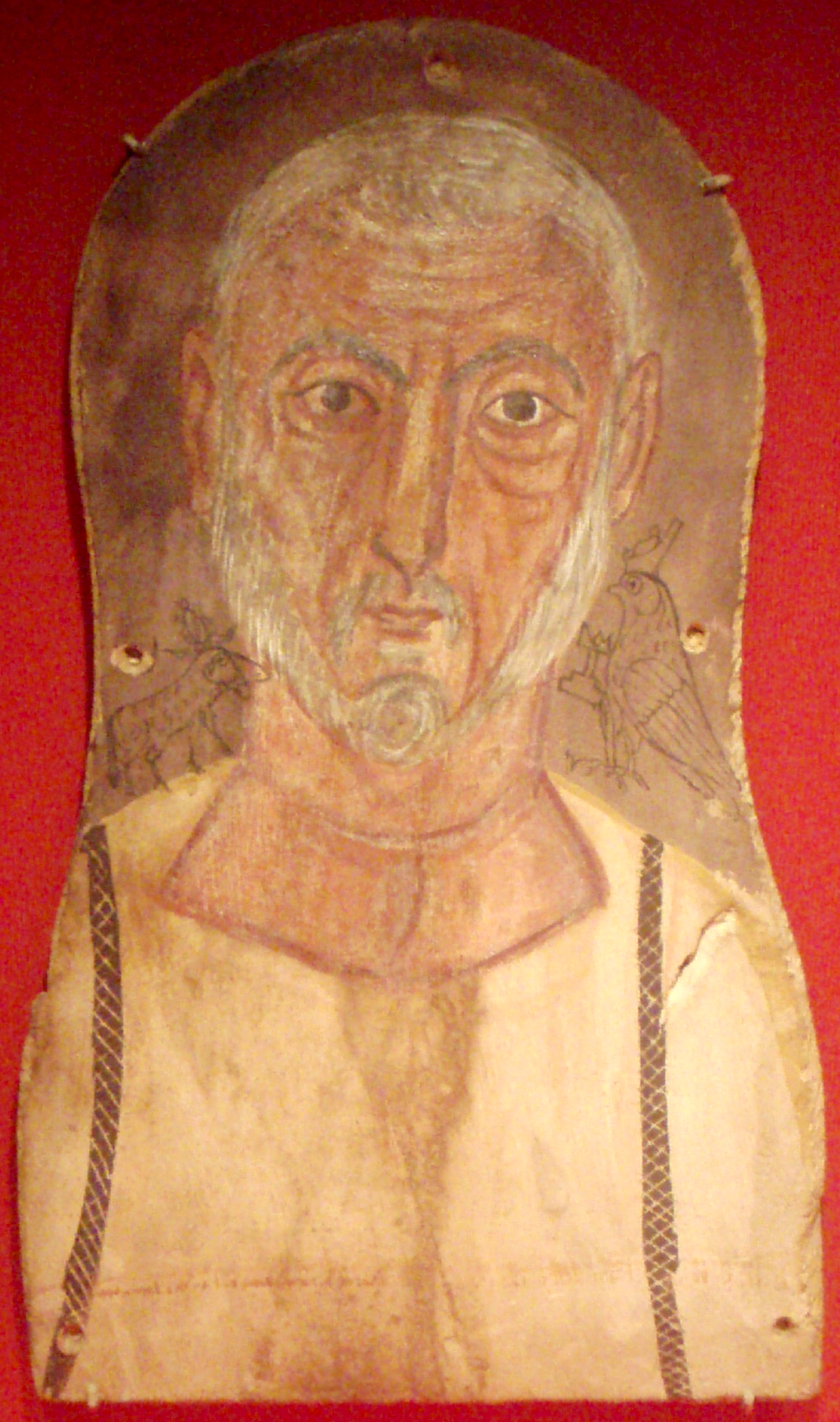
Один з небагатьох портретів літньої людини в супроводі єгипетських богів, Музей мистецтва Метрополітен
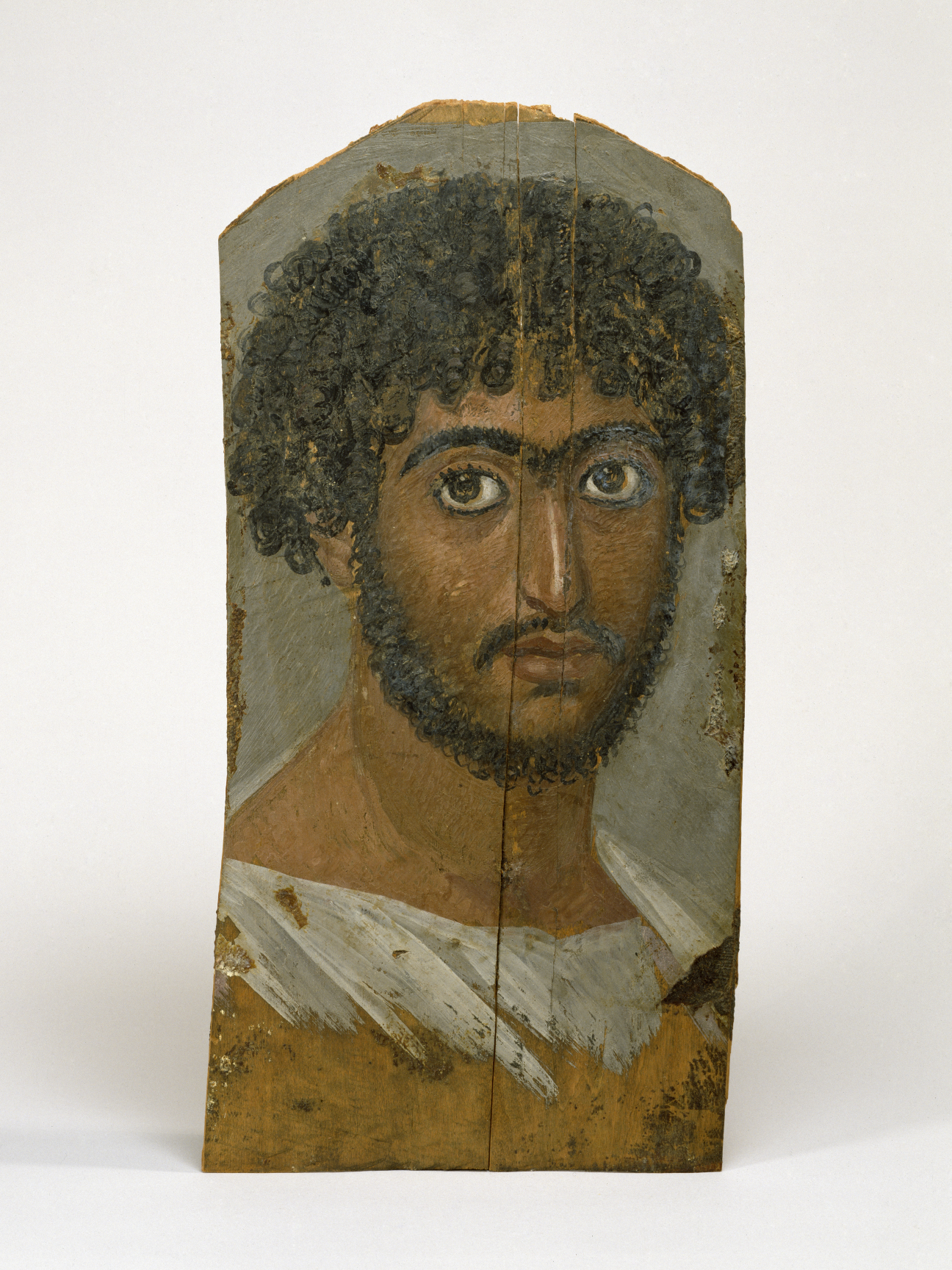
Чоловік з чорною бородою

### Тварини в мистецтві Стародавнього Єгипту
Важка залежність світу людей від існування світу тварин не перервалась і в Стародавньому Єгипті. Це відбилось як стінописах поховальних комор фараонів та аристократів, так і в кераміці, в створенні фігурних посудин та іграшок.
Мистецтво Стародавнього Єгипту пройшло довгий шлях розвитку, але обожнення тварин було характерним для усіх його етапів від найранніх до пізніх. Це відбилось як в практиці муміфікації тварин — крокодилів, кішок, ібісів, так і в відтворенні характерних особливостей тварин в посудинах-канопах для зберігання муміфікованих органів. Схематизована частка зображень тварин перейшла в ієрогліфічну писемність стародавніх єгиптян. Зображення кобри ( Урей) прикрасило голову фараонів в їх офіційних портретах.

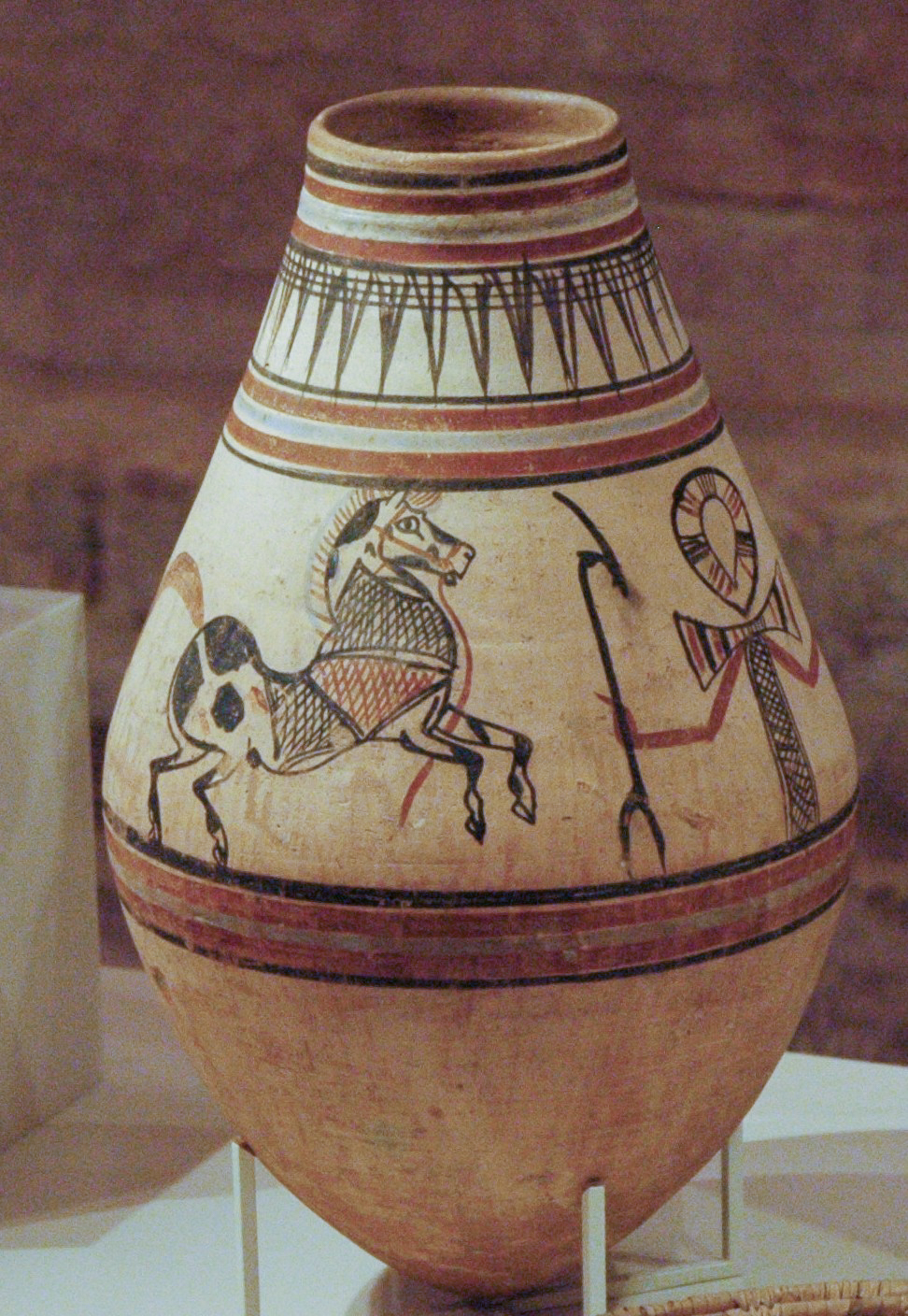
Глек із зображенням коня, Музей,  Берлін
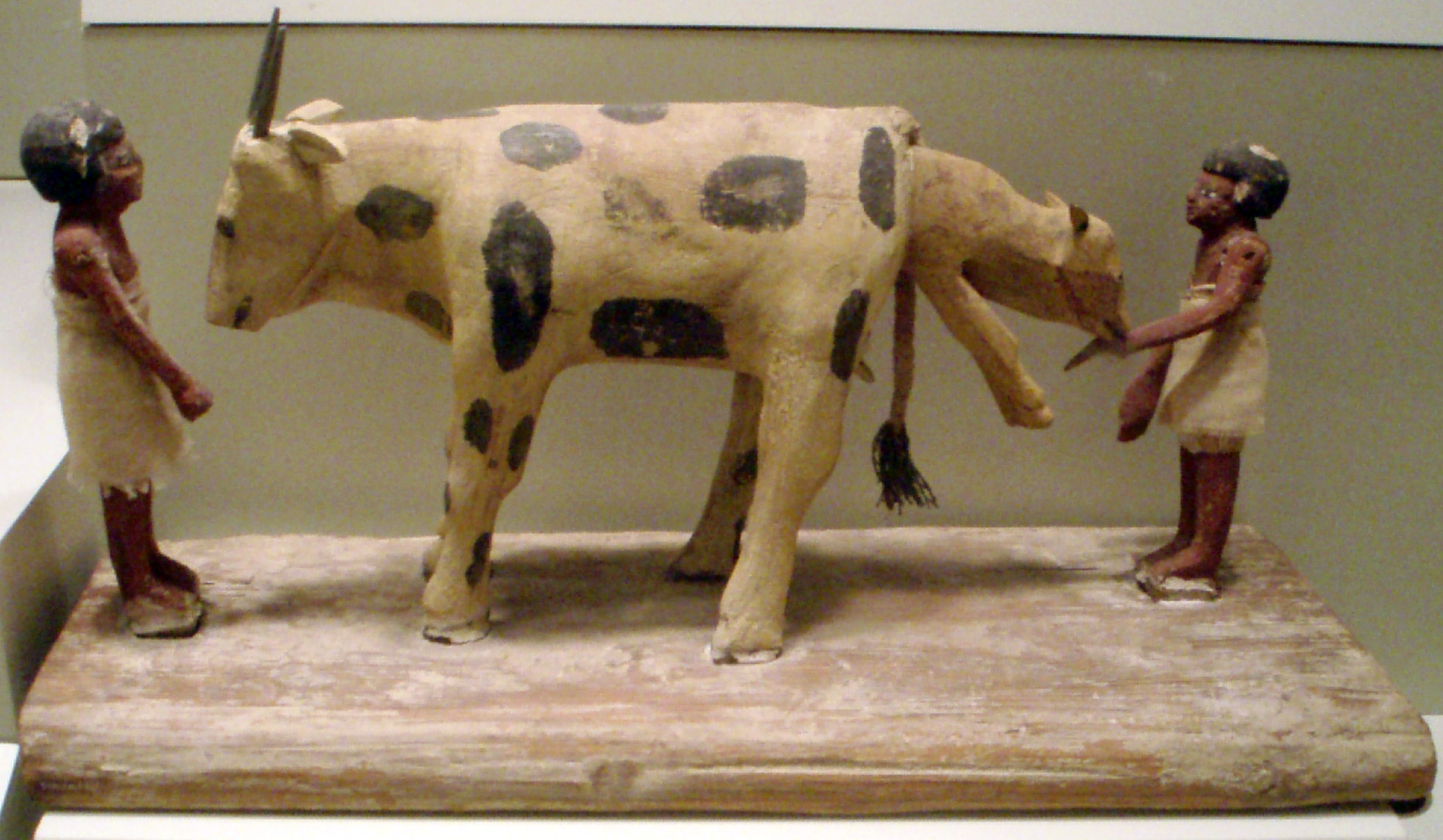
Народження теля, дрібна пластика з поховання
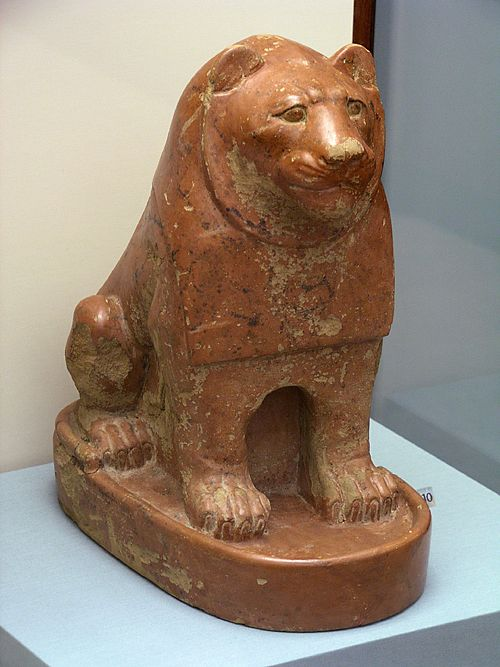
«Лев». Керамічна скульптура з Єгипту
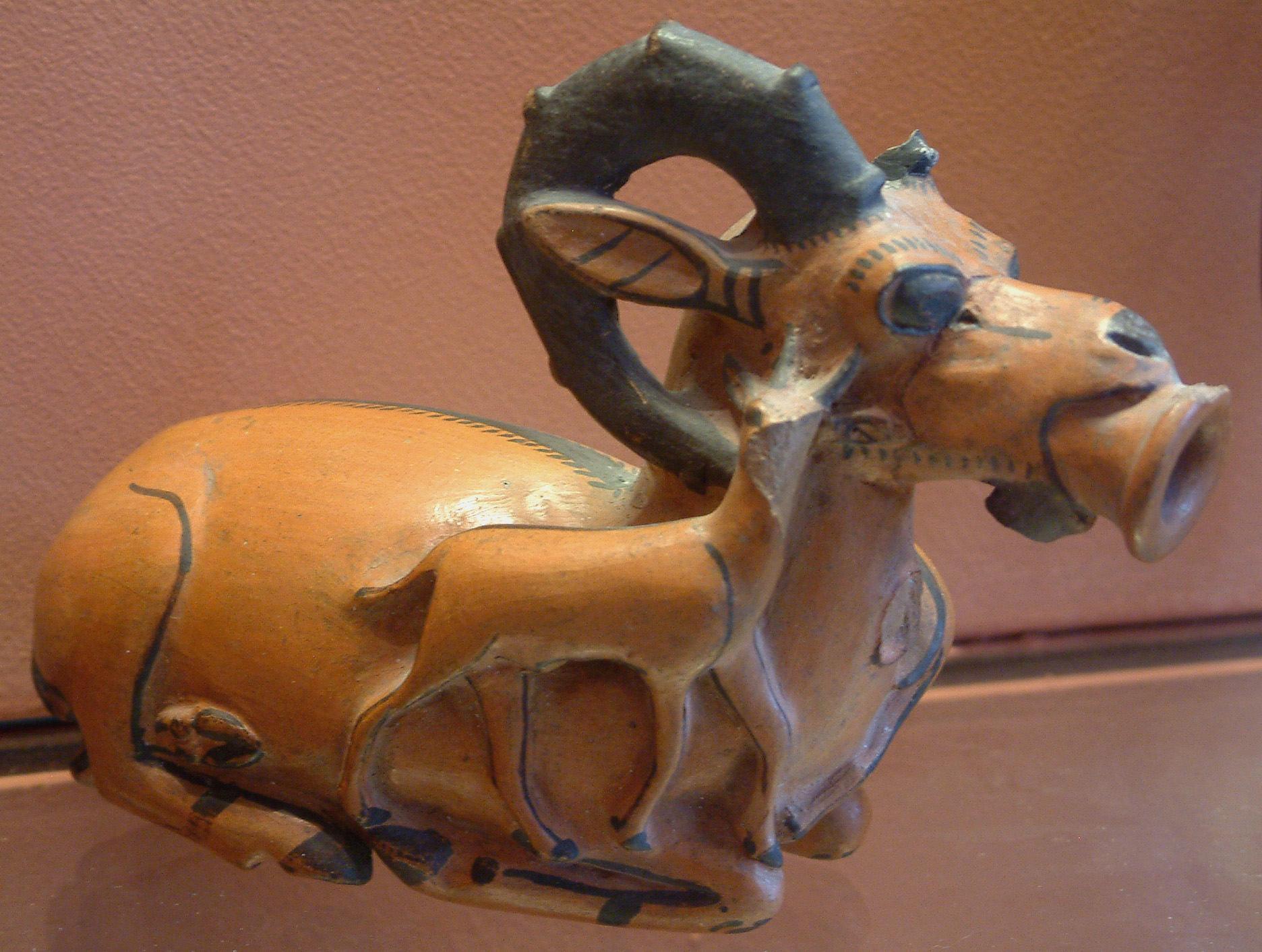
«Коза з дитинчам»
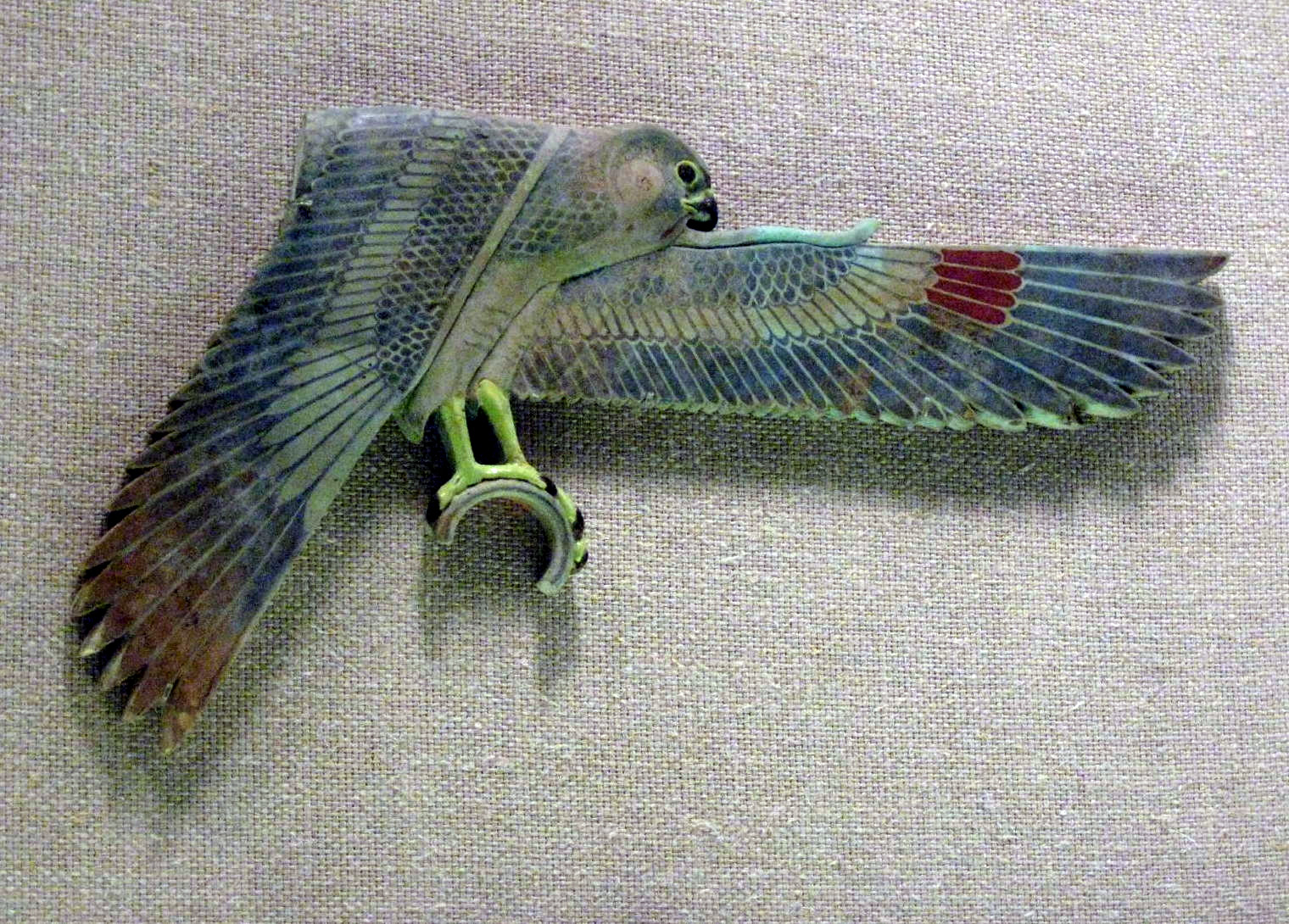
«Сокіл», кольоровий фаянс, Музей мистецтва Метрополітен
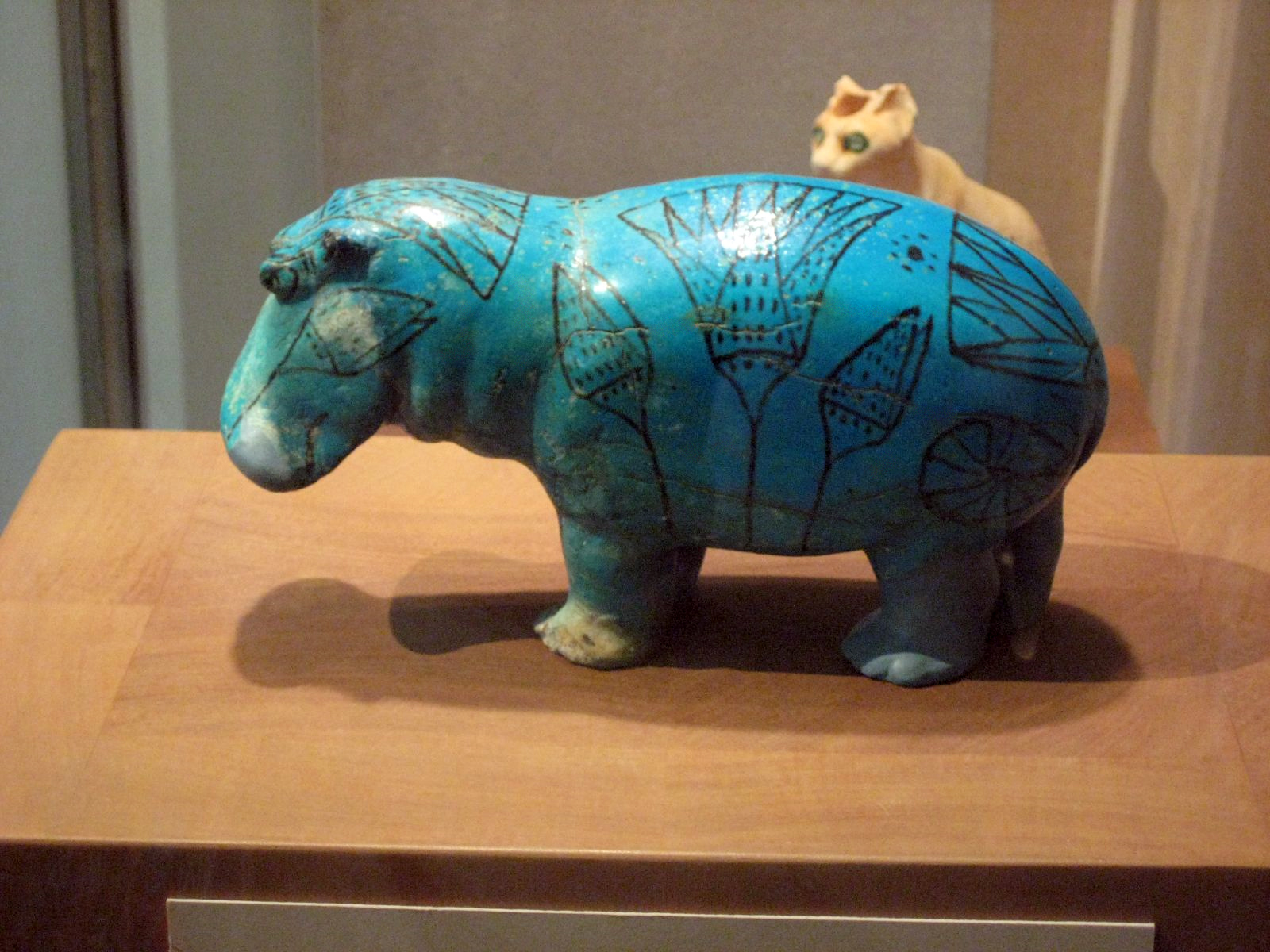
«Гіпопотам», кольоровий фаянс, Музей мистецтва Метрополітен
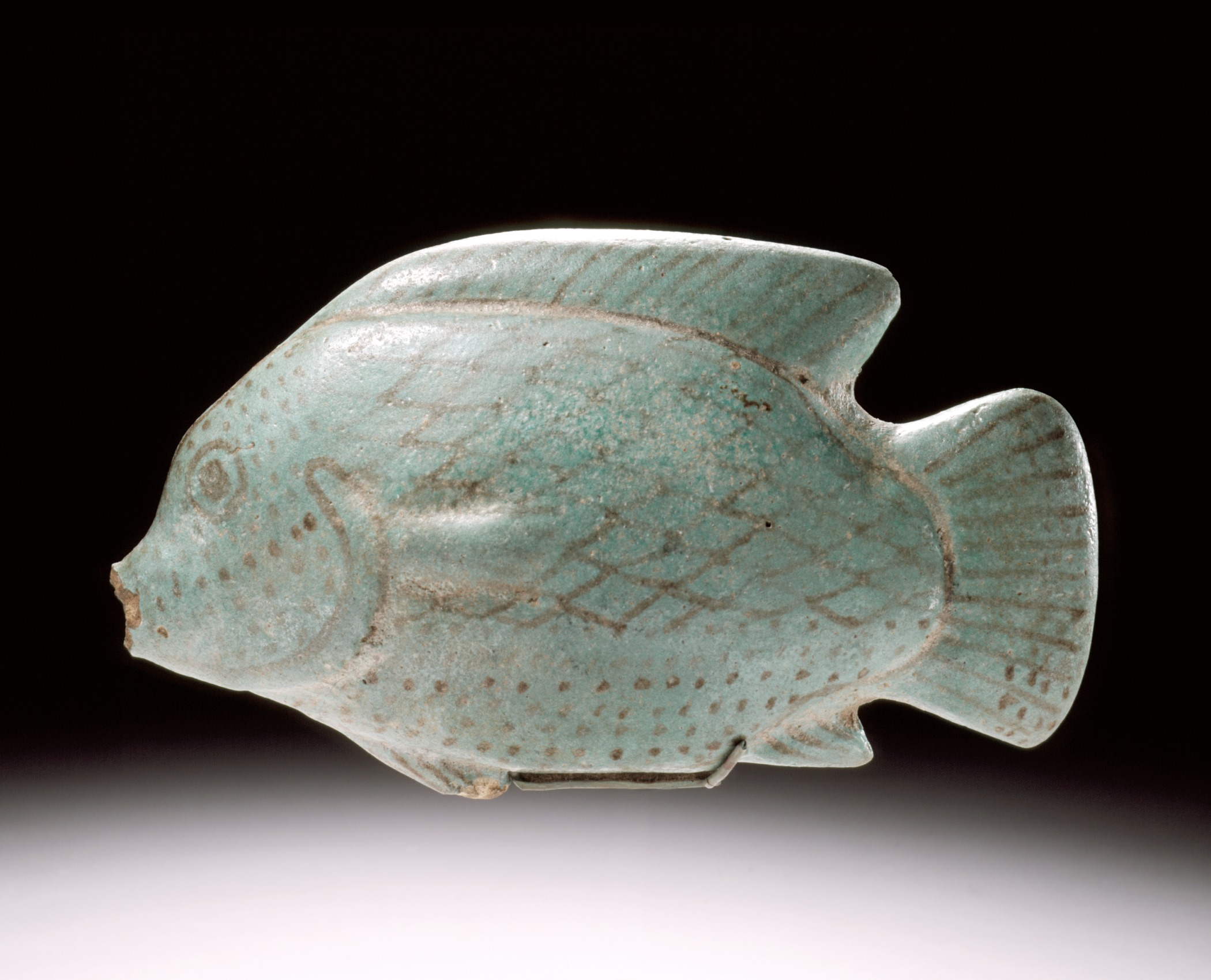
«Рибина». кераміка, Лос-Анжелес
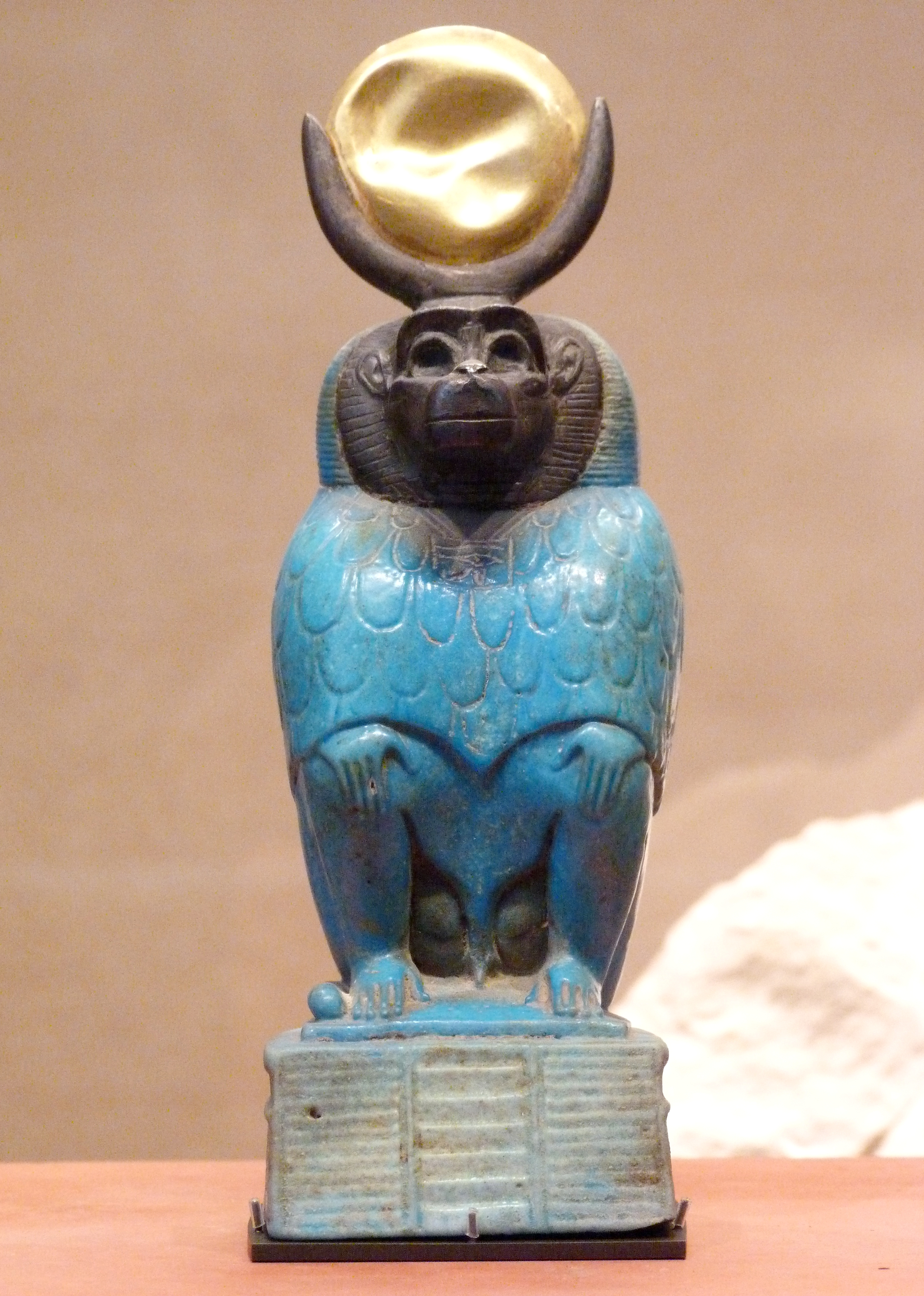
«Єгипетський бог Тот». Лувр, Париж
Канопи — схема: чотири сина Гора зліва направо — Амсет, Дуамутеф, Хапі та Кебексенуф
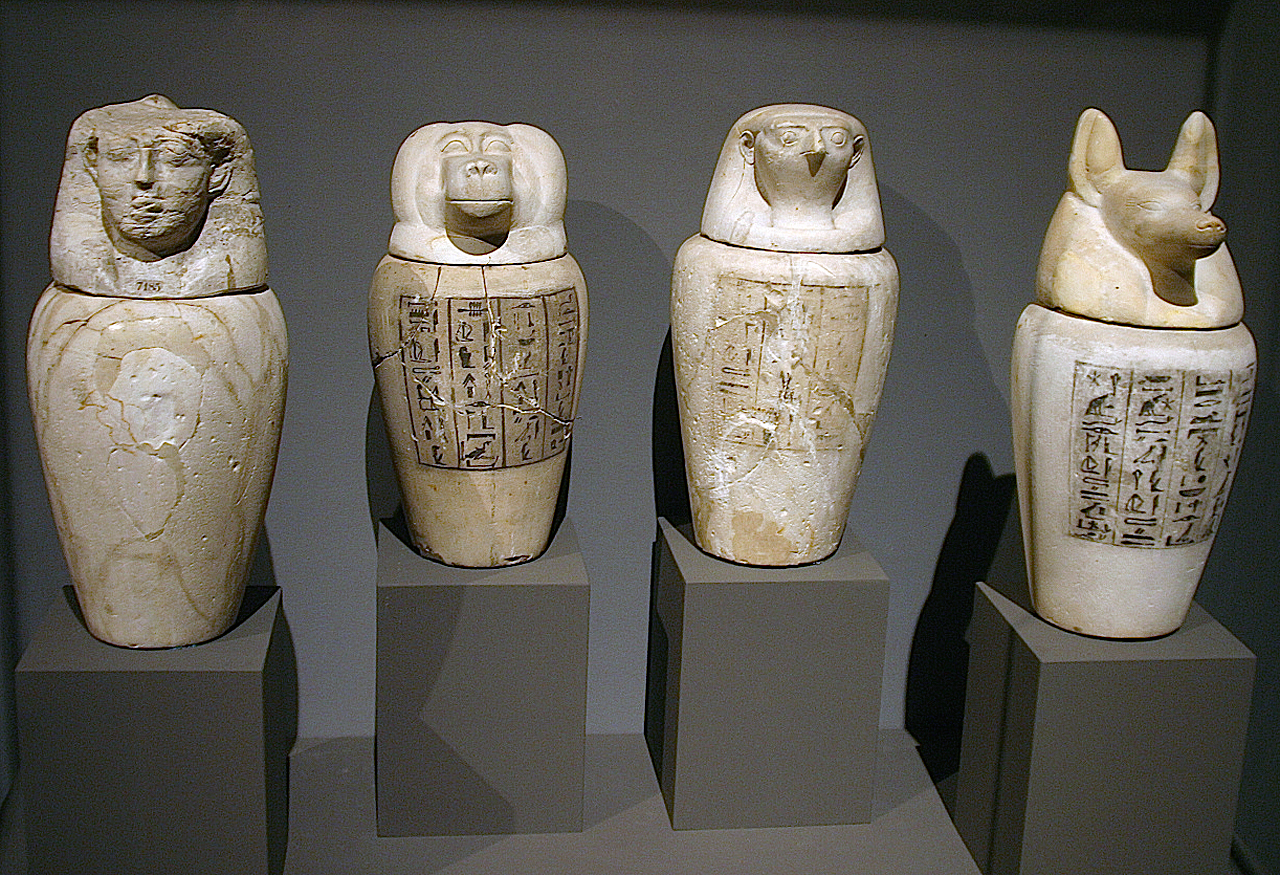
Канопи з кришками-голівками тварин

### Відділ Стародавнього Єгипту (Музей мистецтва Метрополітен, Нью-Йорк)

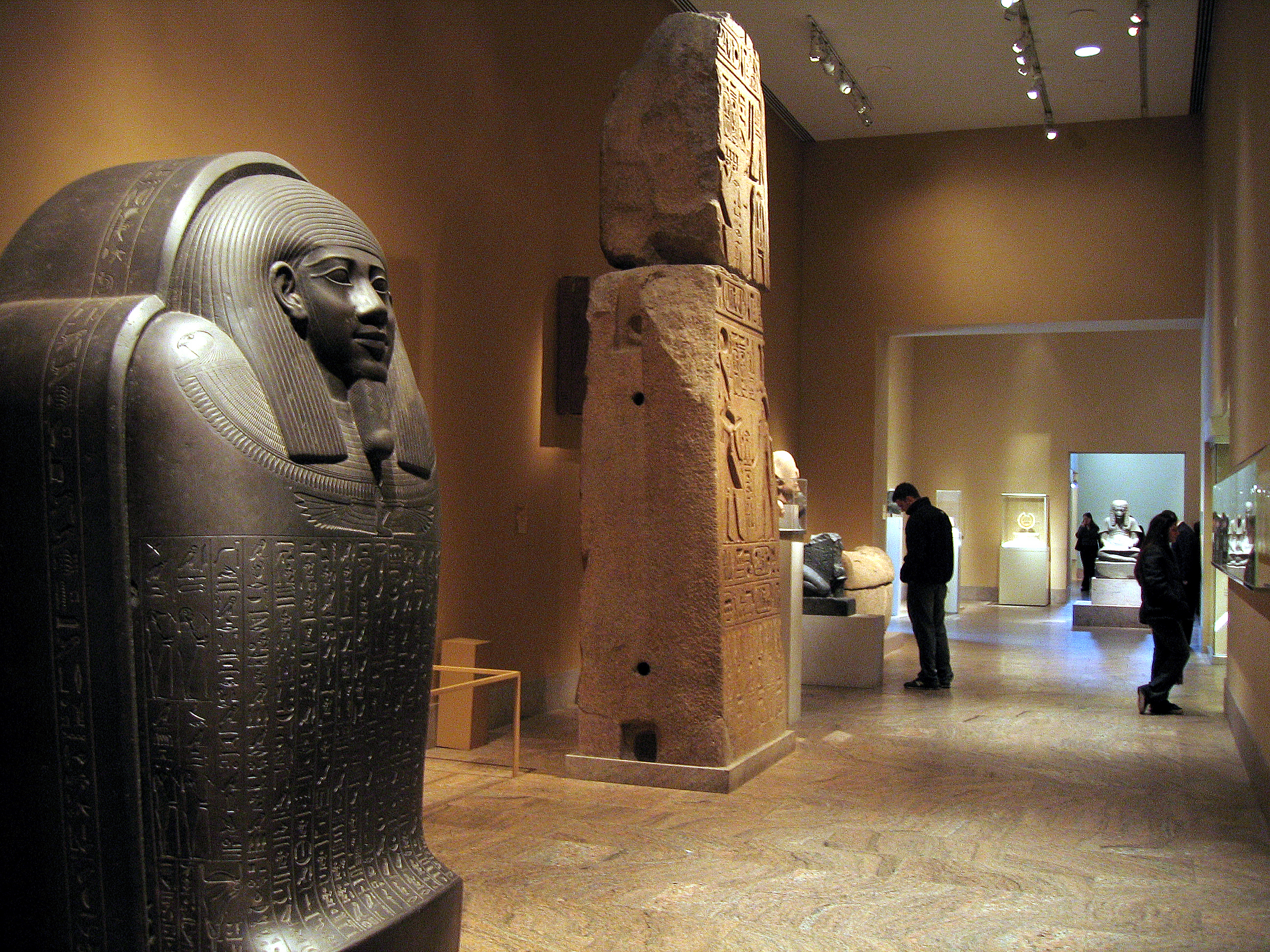
Зали артефактів Стародавнього Єгипту, МЕТ
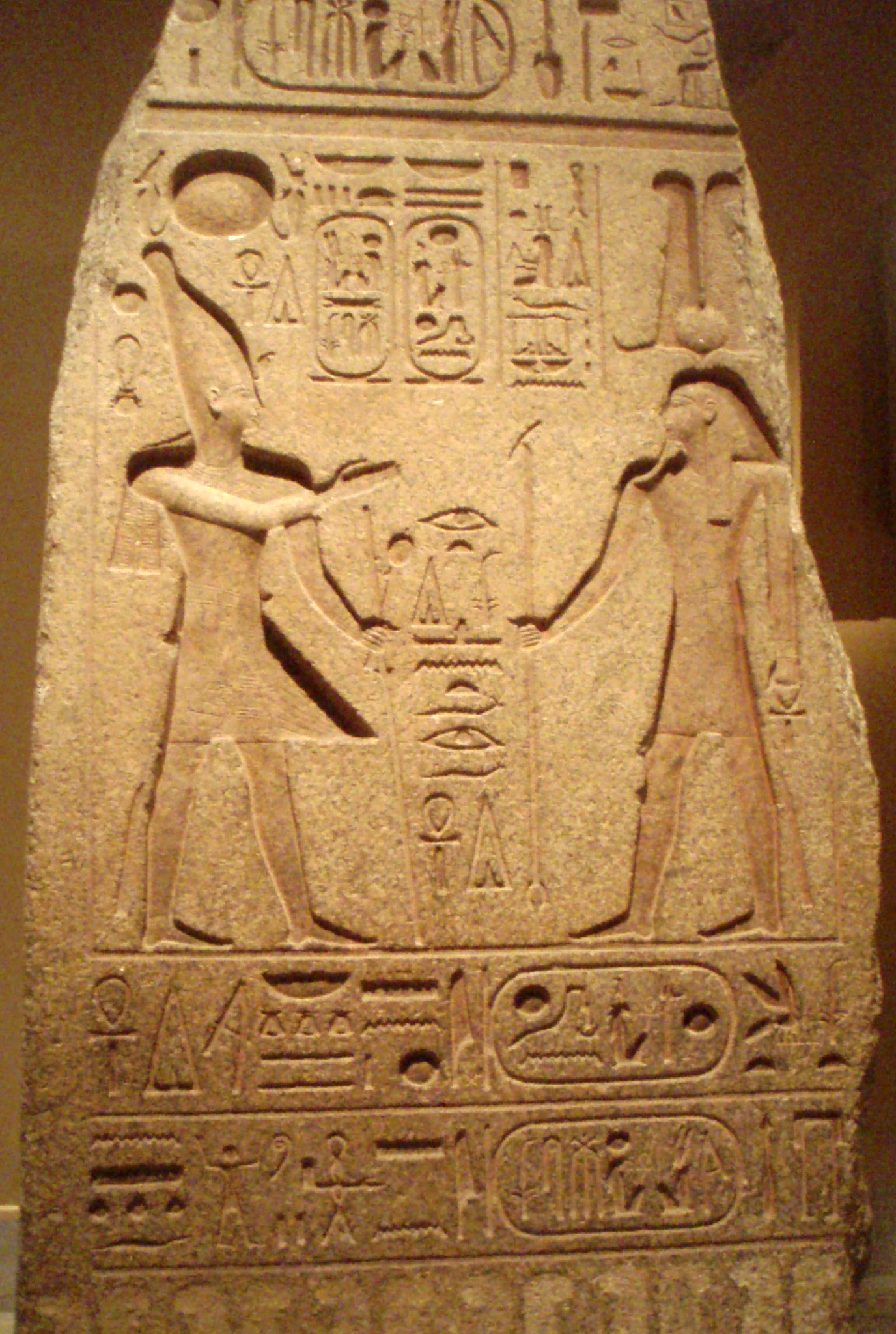
Фрагмент рельєфу з храму фараона Рамзеса II, 13 ст. до р. х., МЕТ
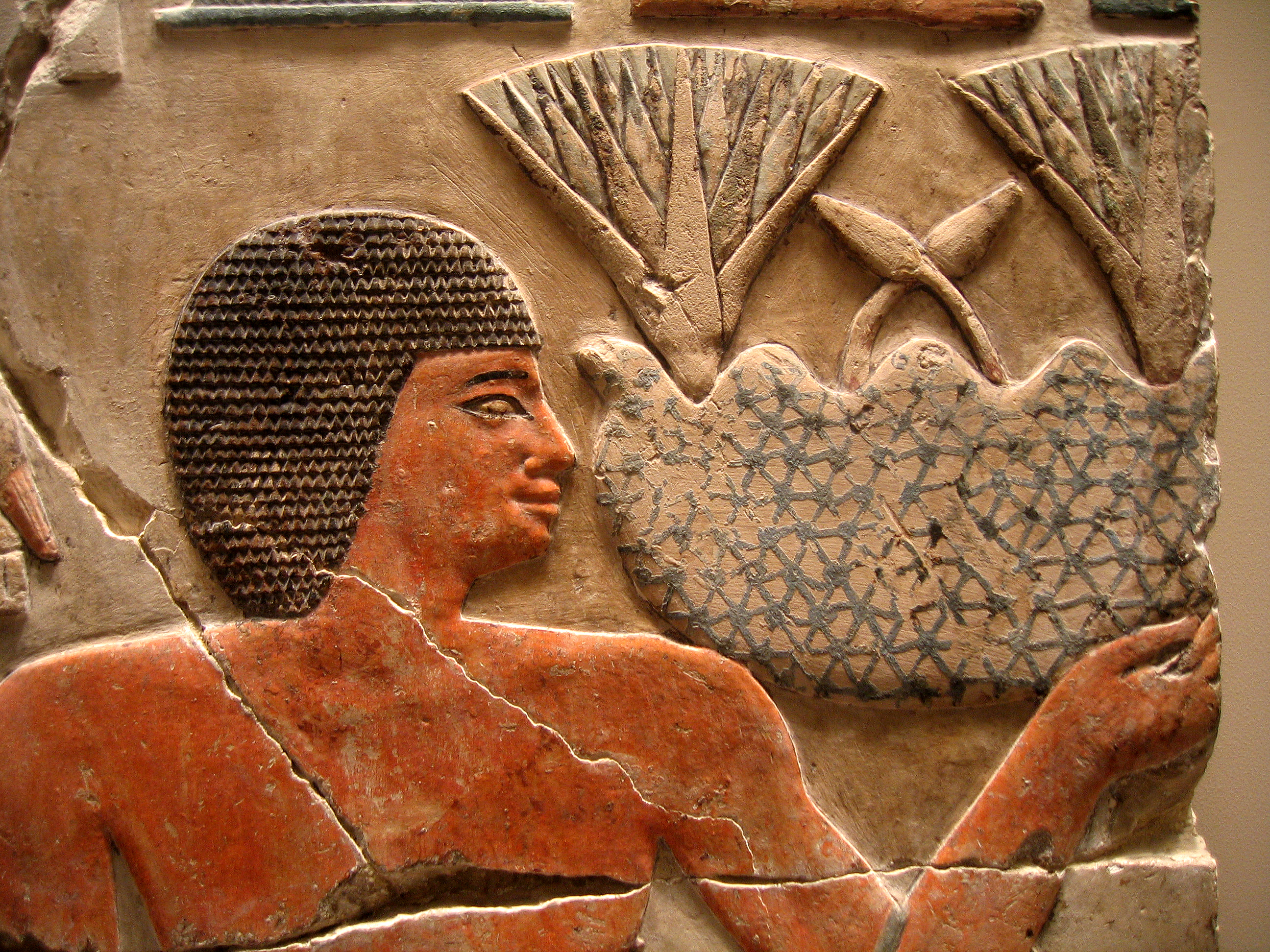
Розфарбований рельєф, МЕТ
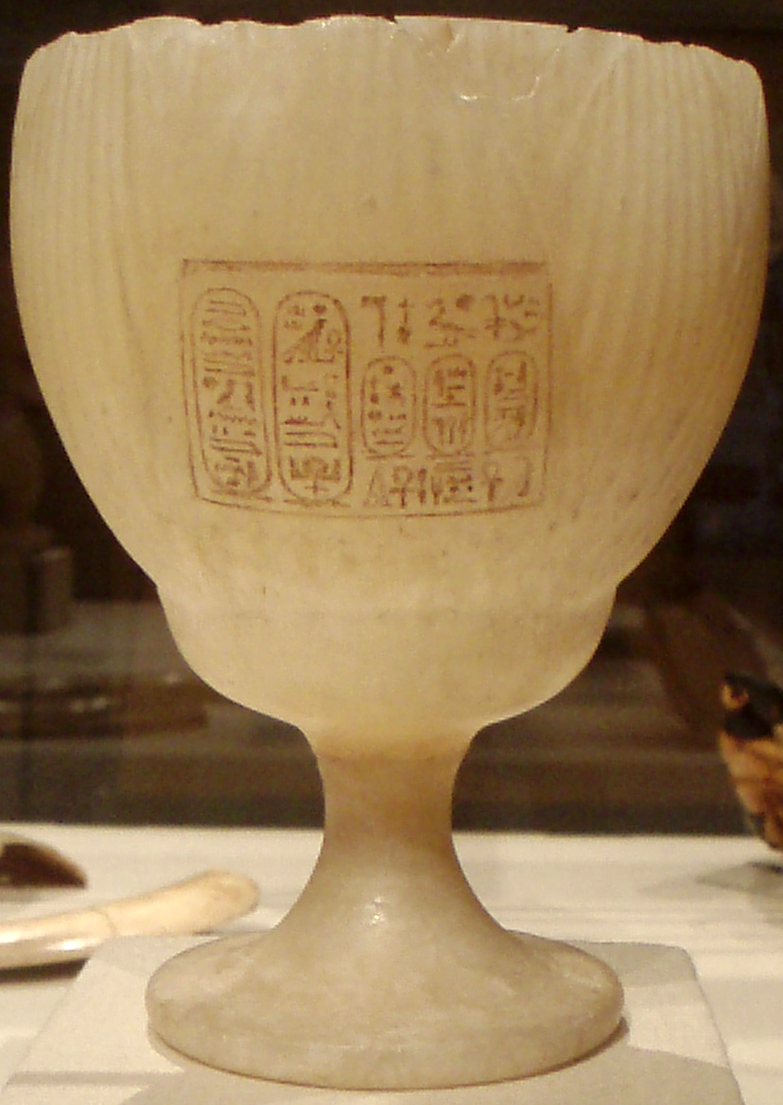
Алебастрова ваза з іменем фараона Аменхотепа IV., МЕТ
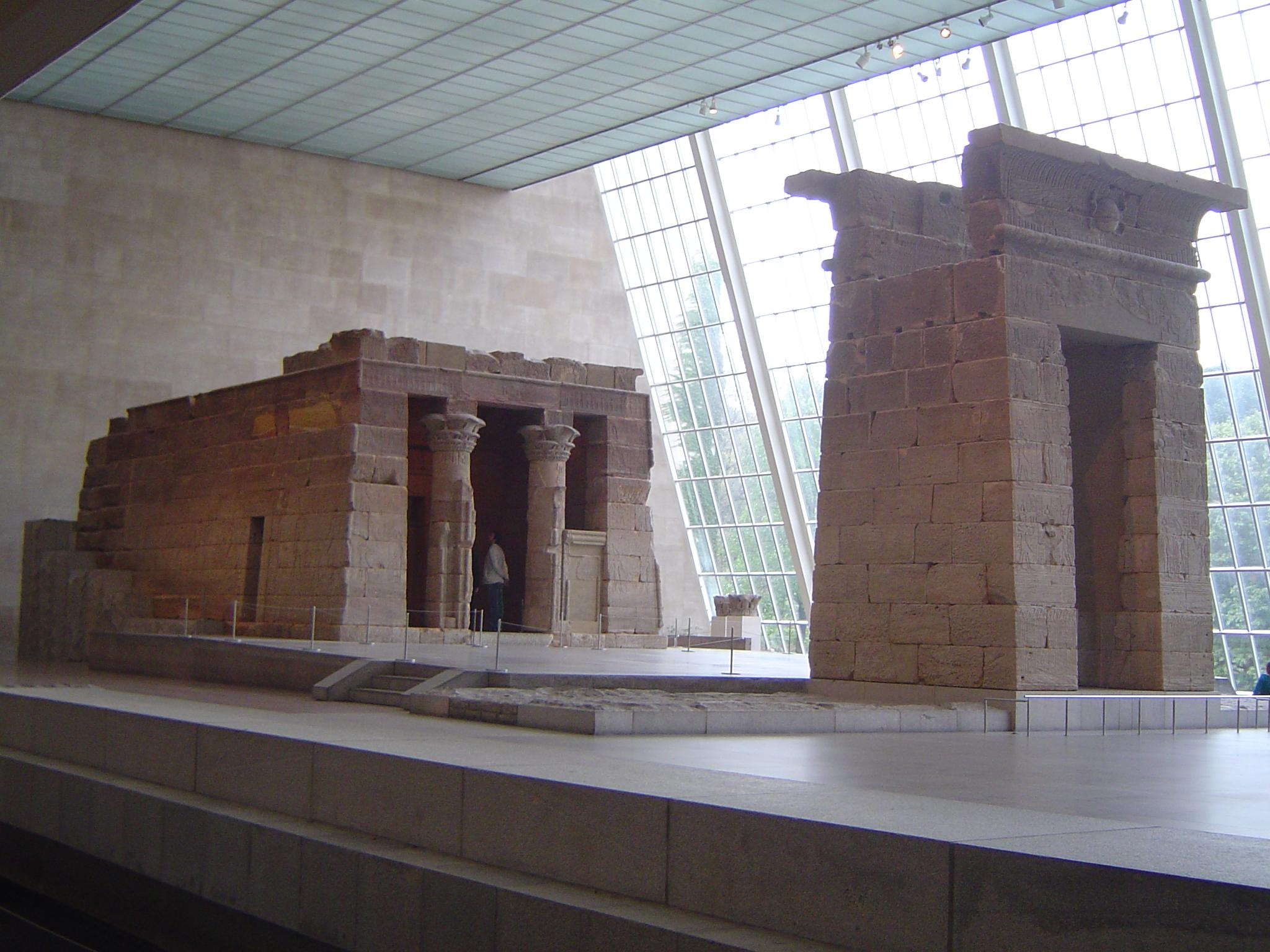
Вивезений храм з Дендуру, МЕТ
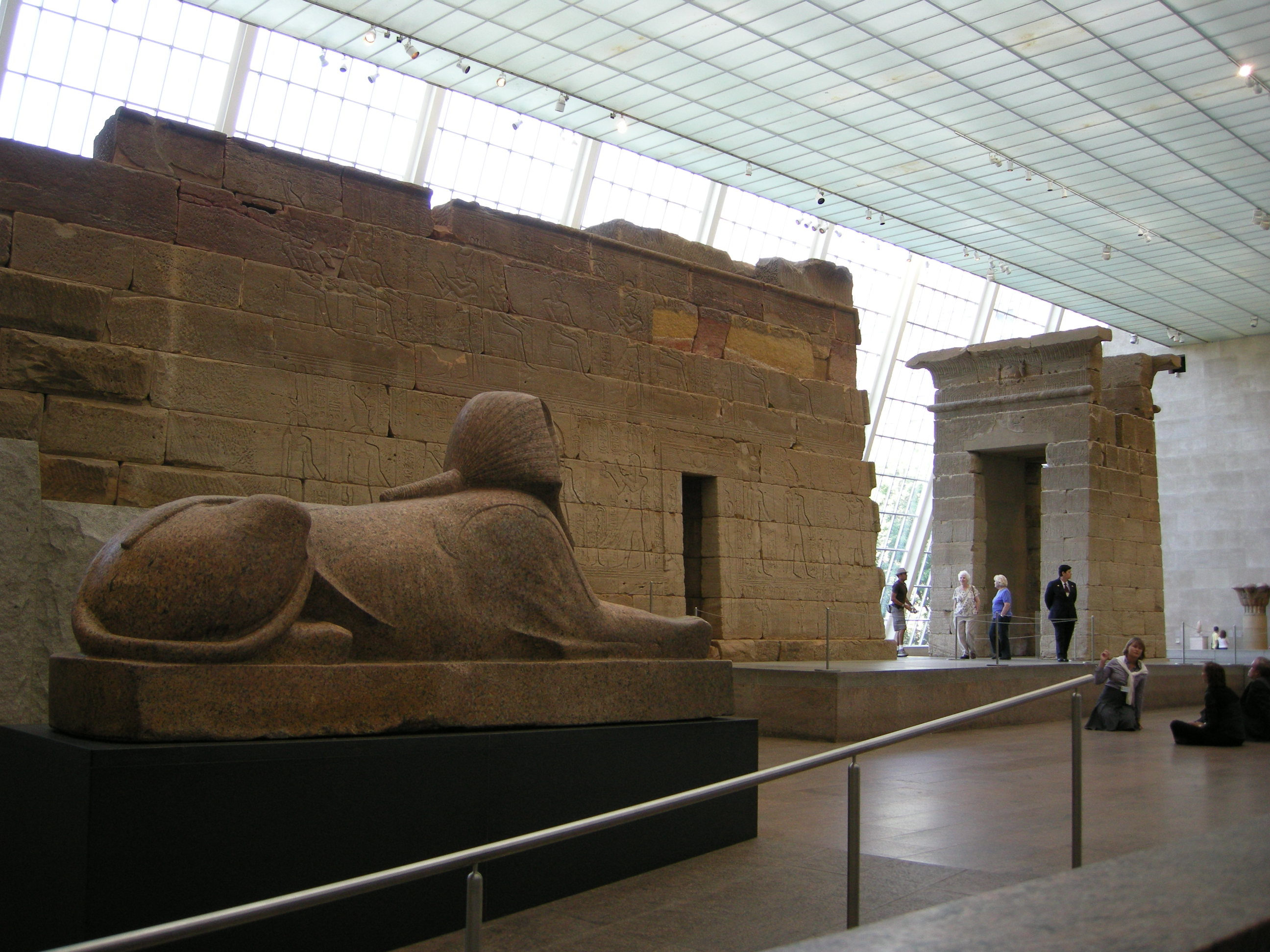
Павільйон з храмом, що стояв в Дендурі, МЕТ
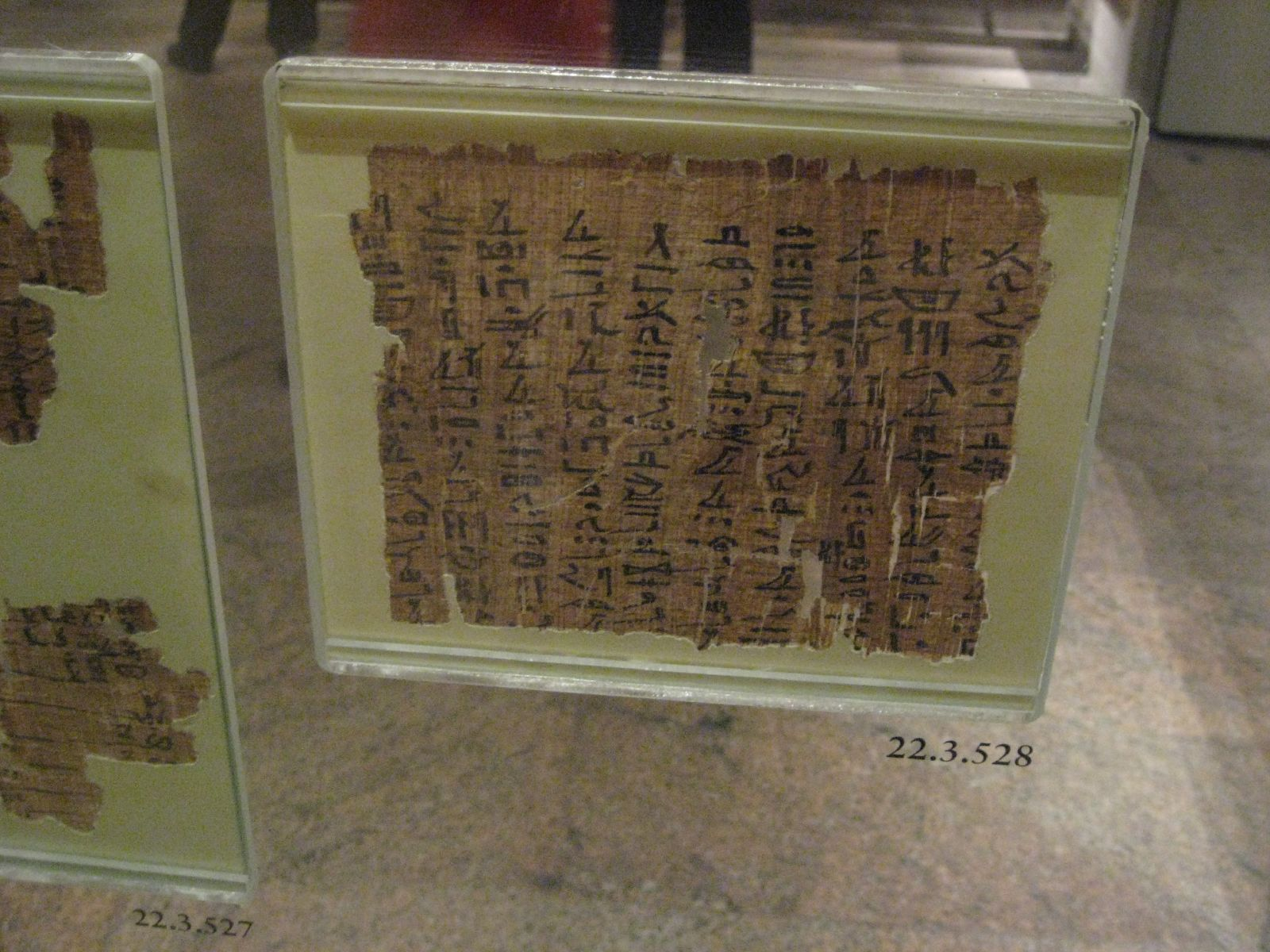
Єгипетські папіруси, МЕТ

### Відділ Стародавнього Єгипту (Бруклінський музей, Нью-Йорк)

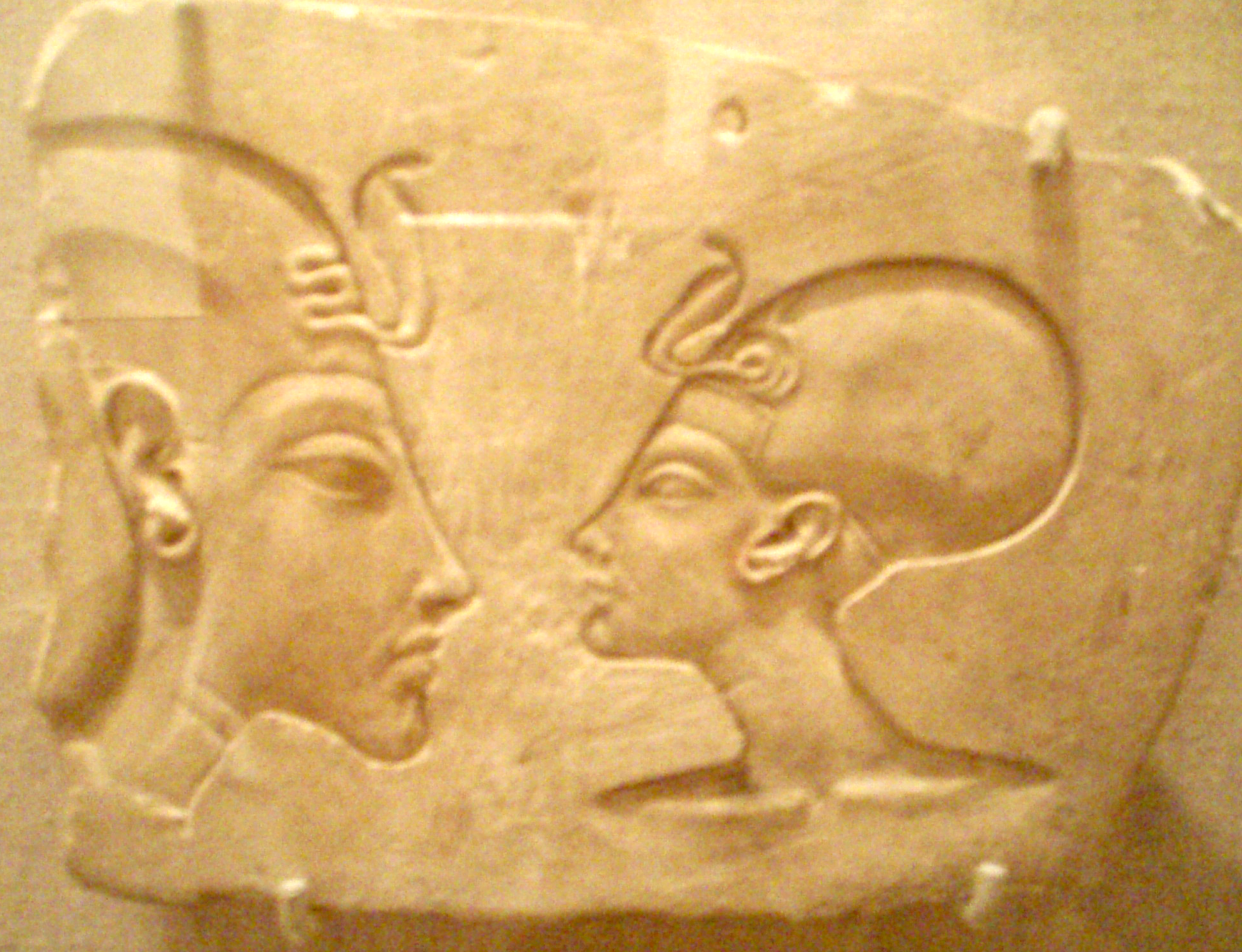
«Фараон з дружиною». Портретний рельєф амарнського періоду
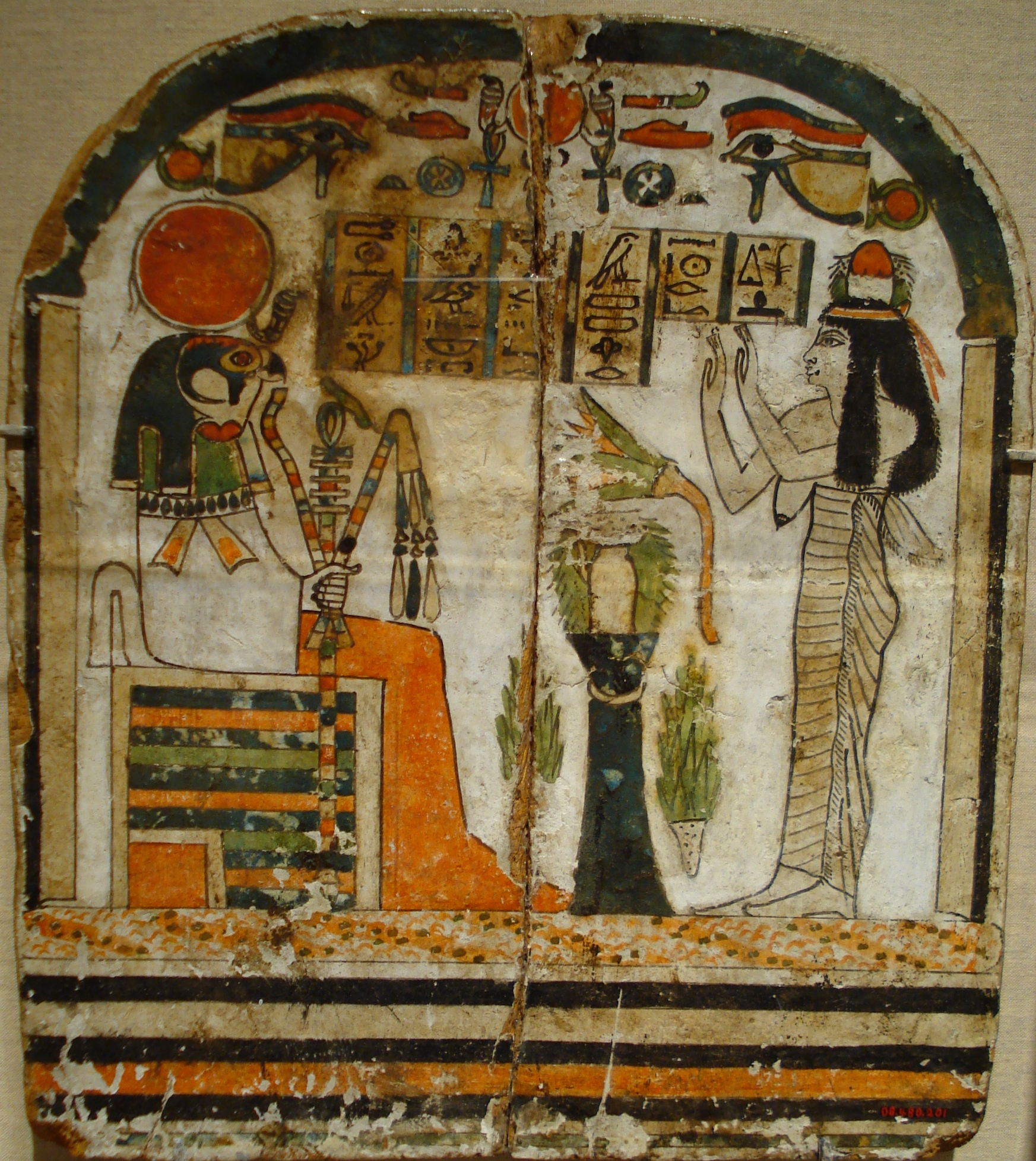
Стела Такенемет, що вітає бога Осириса, ґрунт на деревині з кольоровим малюнком, 15 династія, до 653 до н. е., Фіви (?)
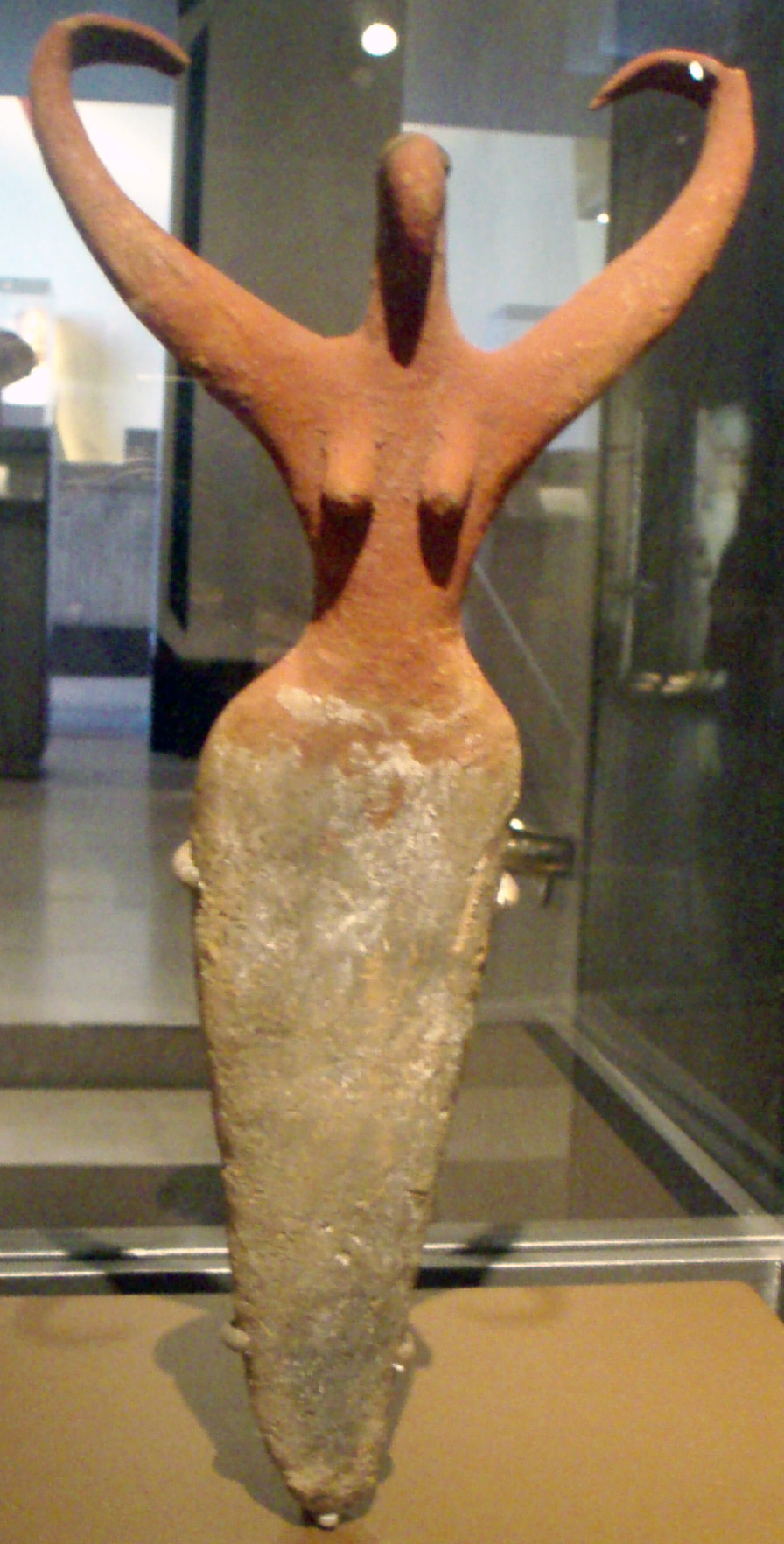
«Жінка-птаха», кераміка, додинастична жіноча скульптура.
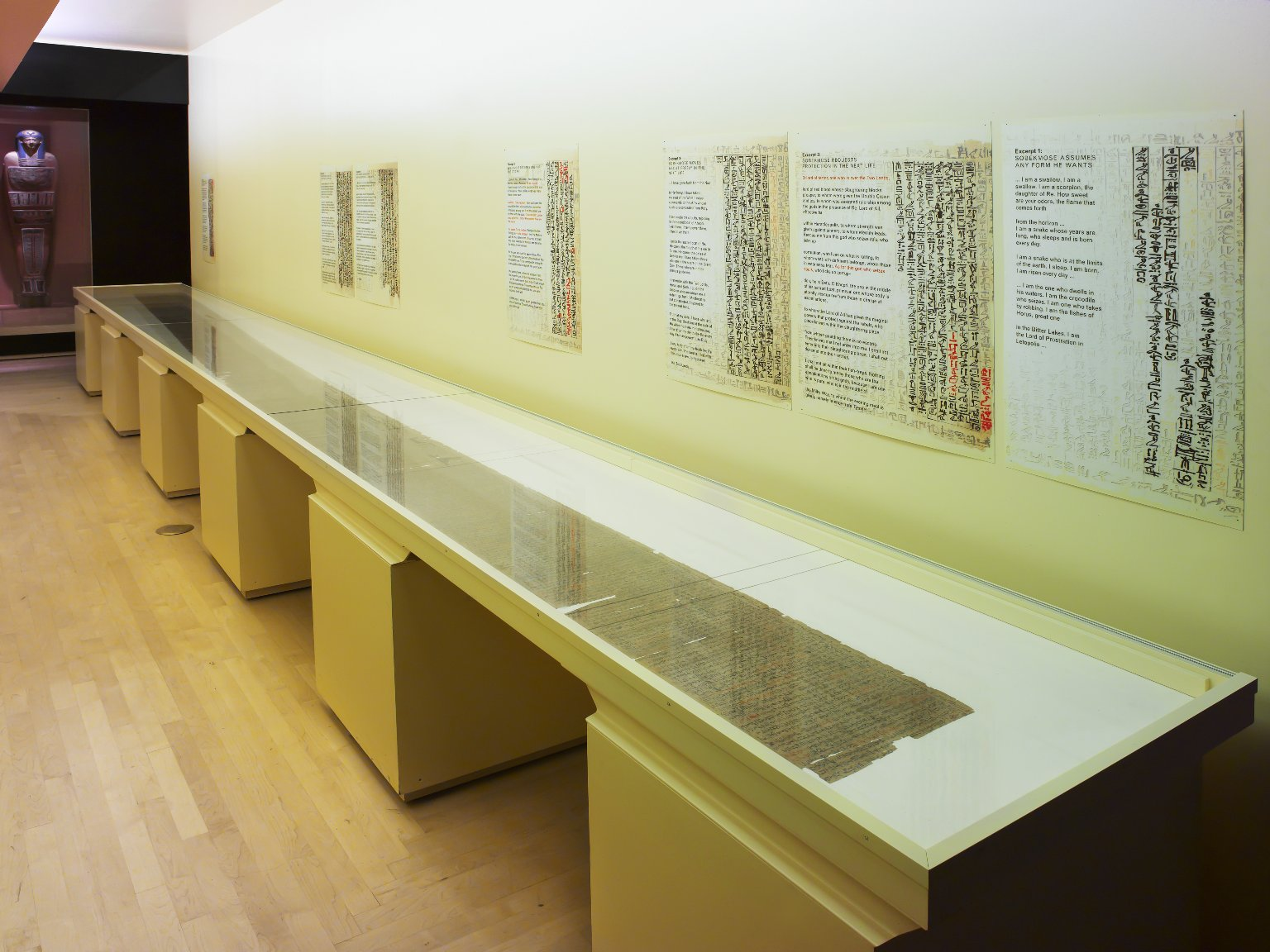
Книга смерті, 31.1777e
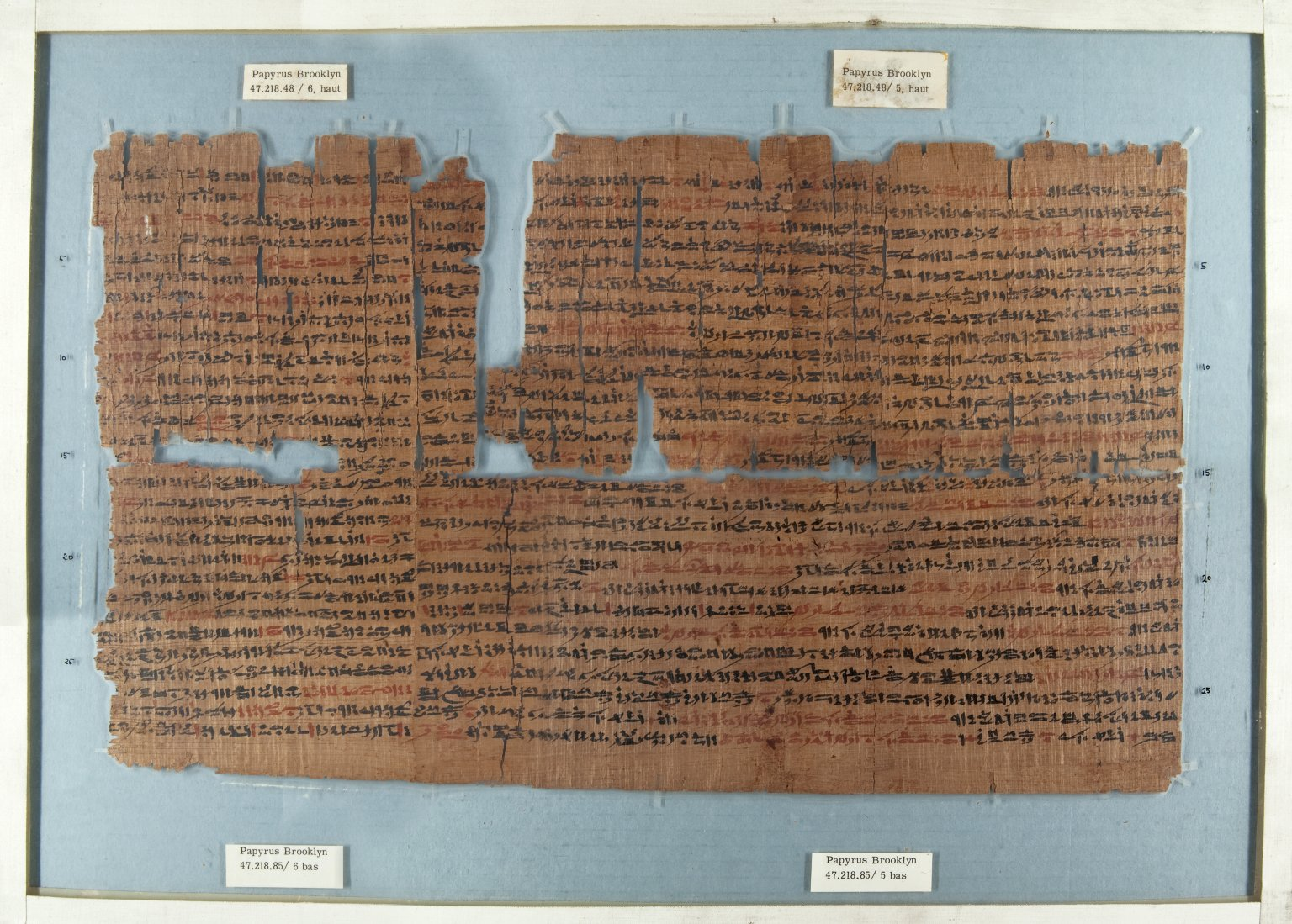
Бруклінський папірус 664-332 до н. е.
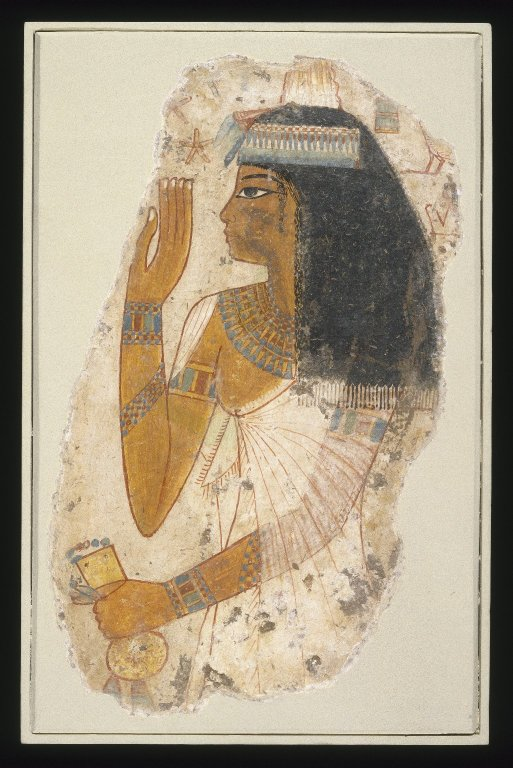
Пані Тьєпу, 18-а династія нового царства, Аменхотеп III бл. 1390-1352 до н. е., з могили № 181 у Фівах, 65.197
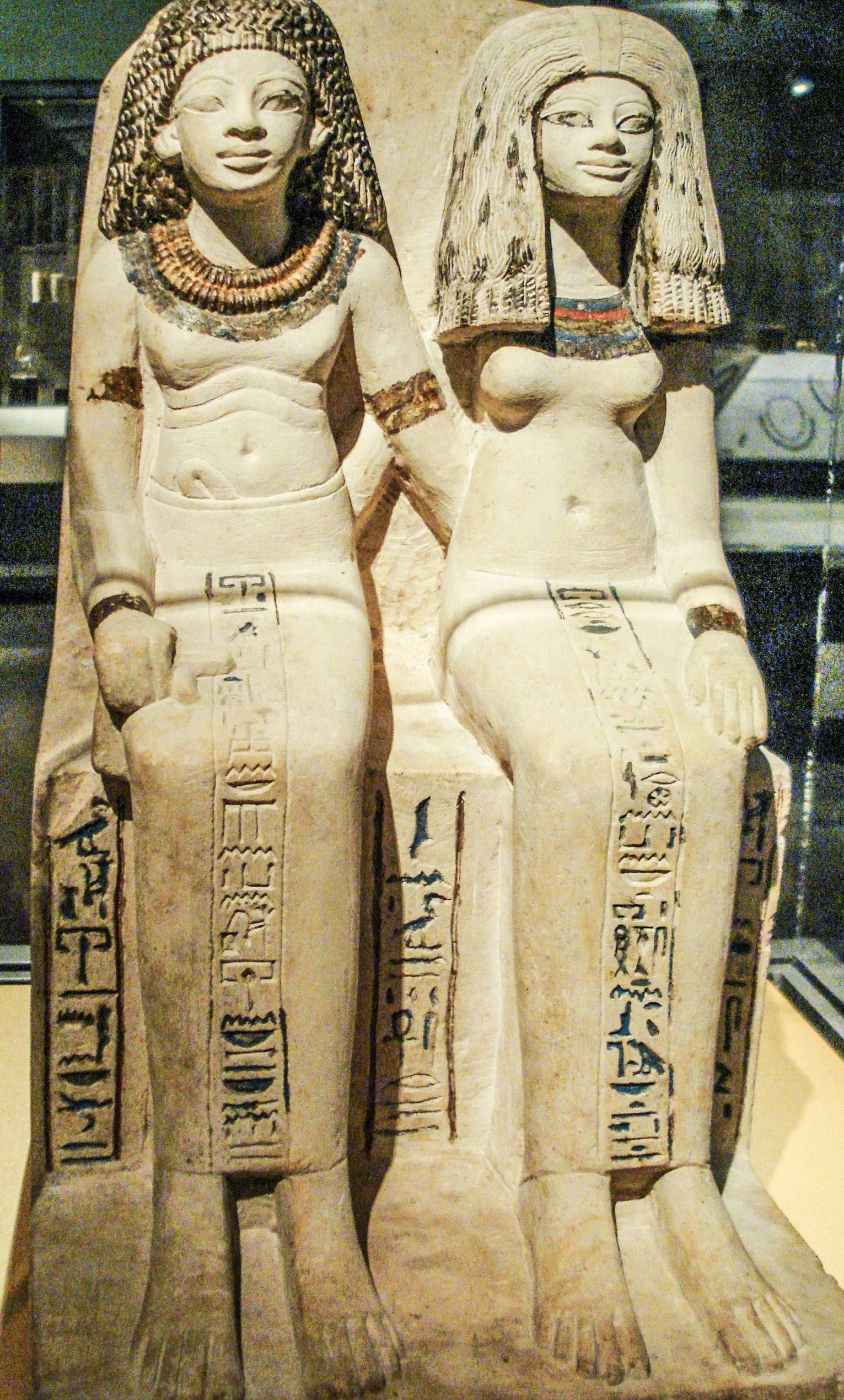
Парна статуя чоловіка і дружини Небсена та Небсен-Та, 18-а династія нового царства, Тутмос IV або Аменхотеп III, бл. 1400-1352 до н. е.
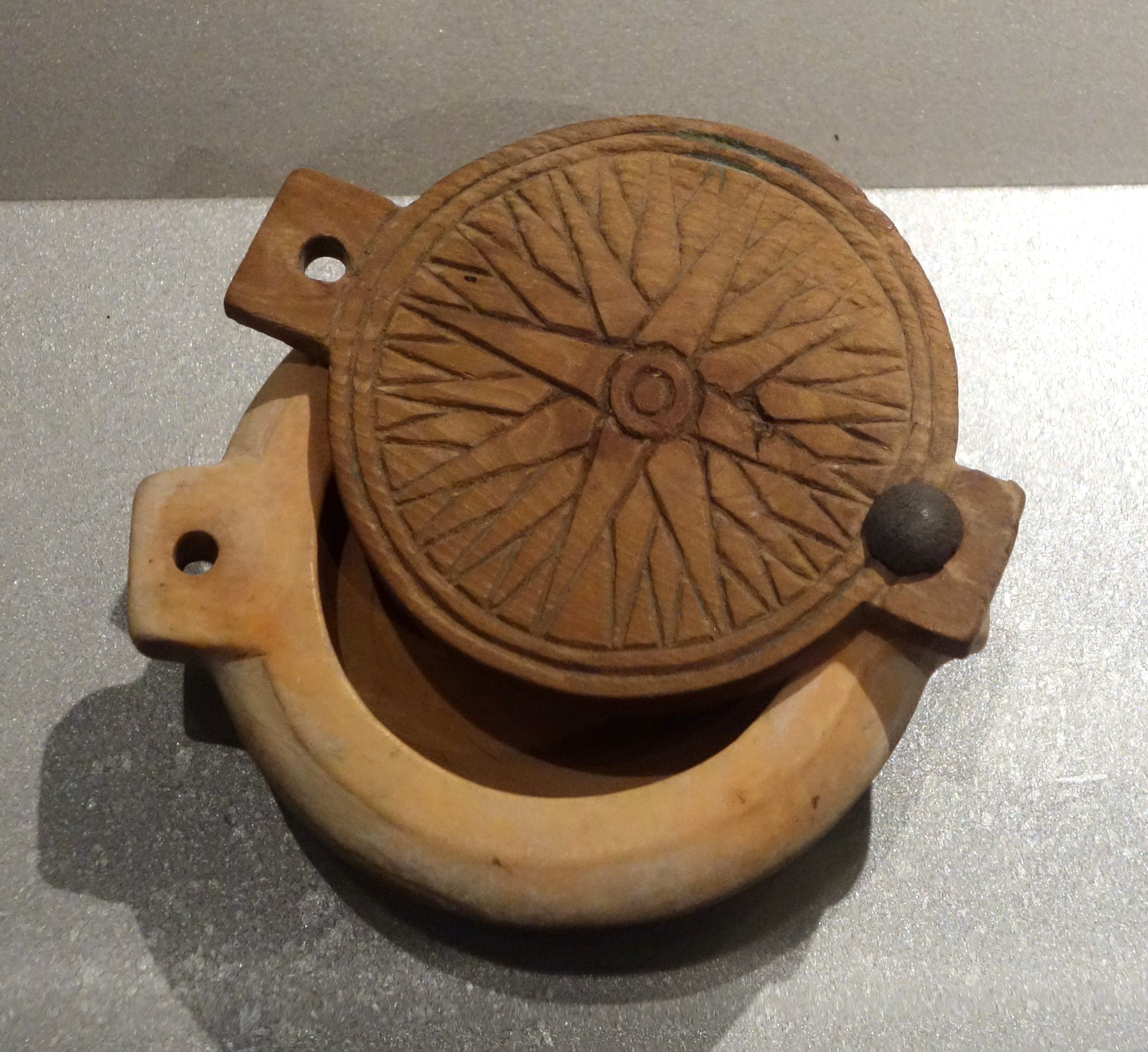
Круглий флакон для косметики з кришкою, Нове царство, 18 династія.
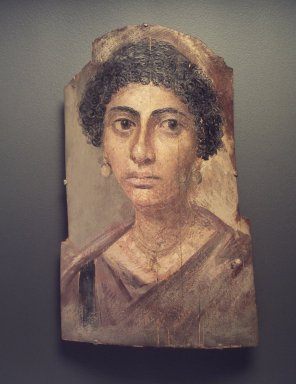
Жіночий портрет (Фаюмський портрет-62)
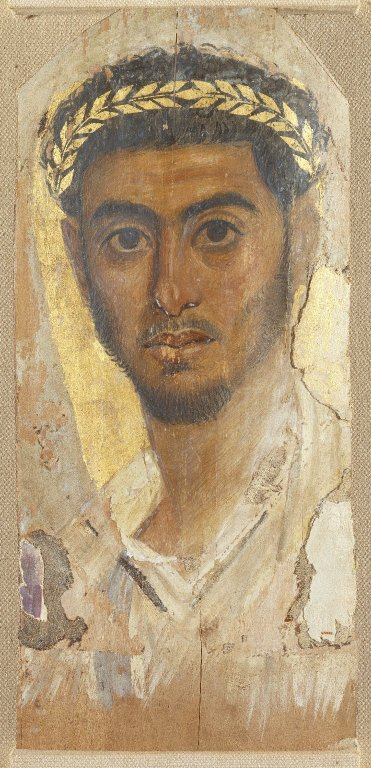
Портрет невідомого в золотому вінку (Фаюмський портрет)

### Артефакти. Художній музей Волтерс

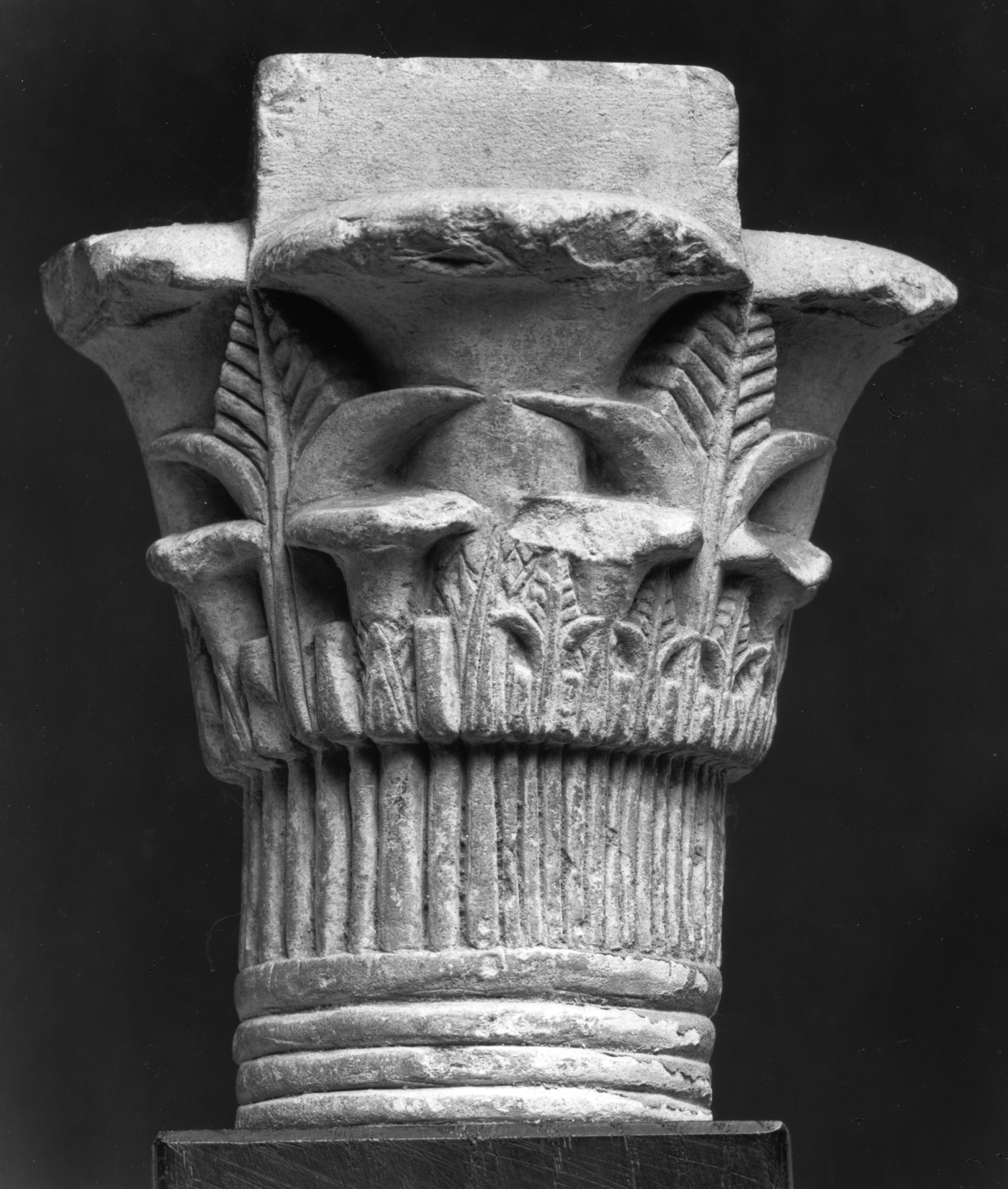
Капітель, верхня частина колони в єгипетській споруді, вапняк, греко-римський період, 2 ст. до н.е.
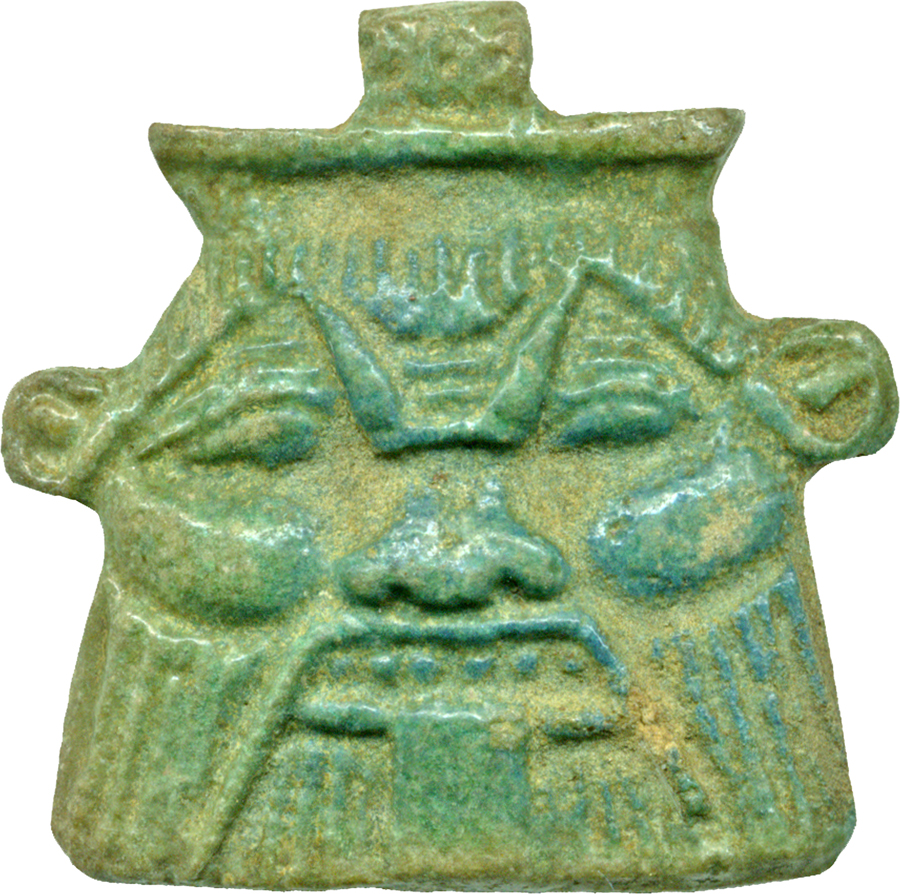
Бес, маска, давньоєгипетський фаянс із синьо-зеленою поливою, греко-римський період
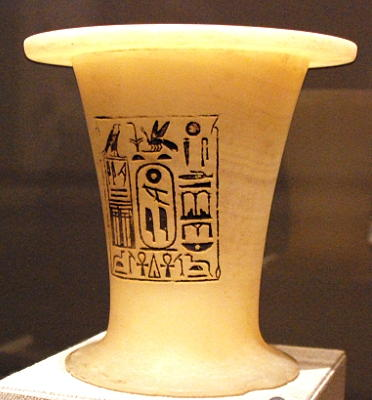
Алебастрова ваза з написами Пепі І.
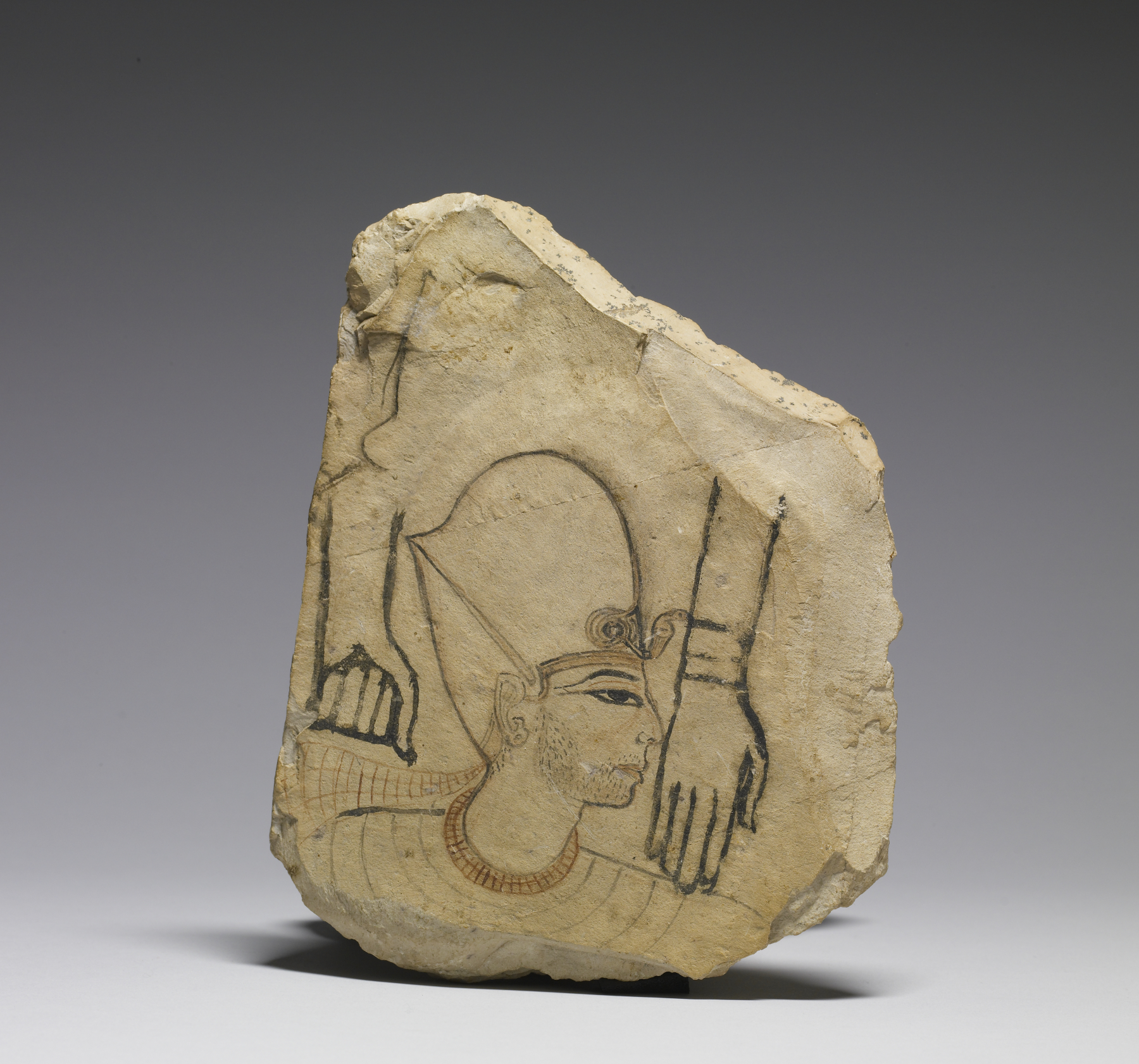
Уламок вапняка (остракон) з начерком рук і голови фараона (портрет Сеті І ?), бл. 1280 р до н.е.
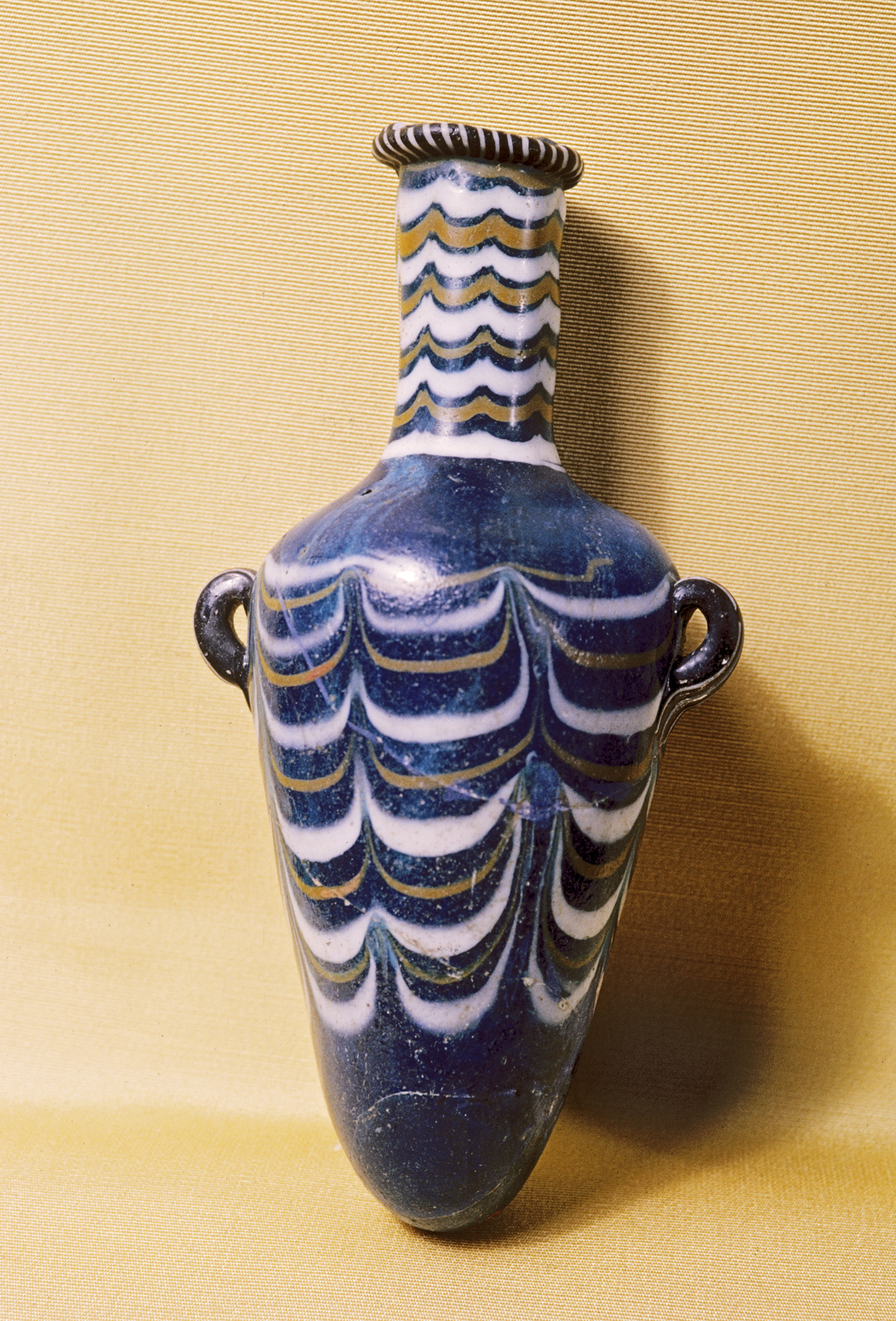
Скляна ваза з кольорового скла, до 950 р. до н.е.
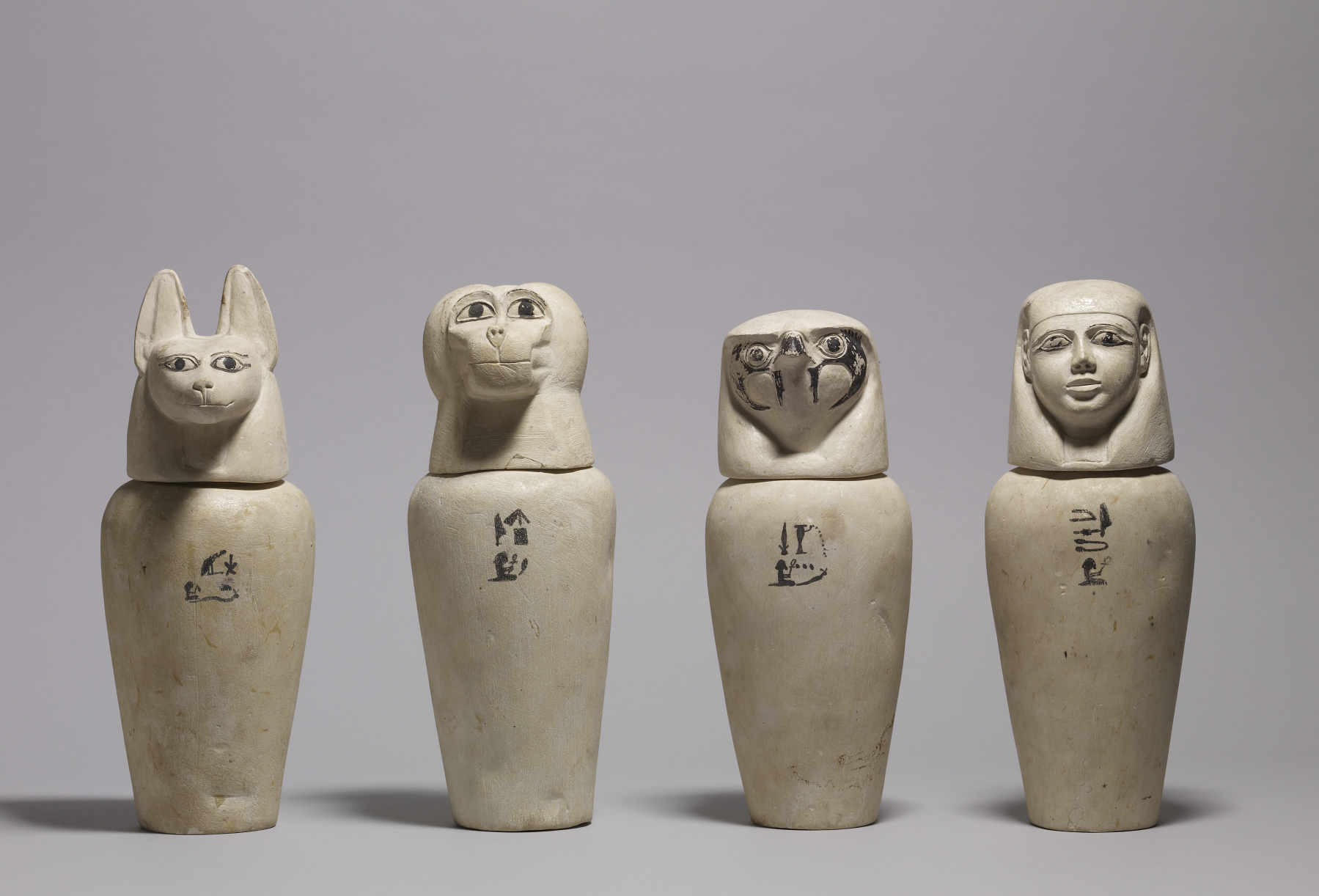
Чотири канопи, контейнери для органів померлого, з різними кришками
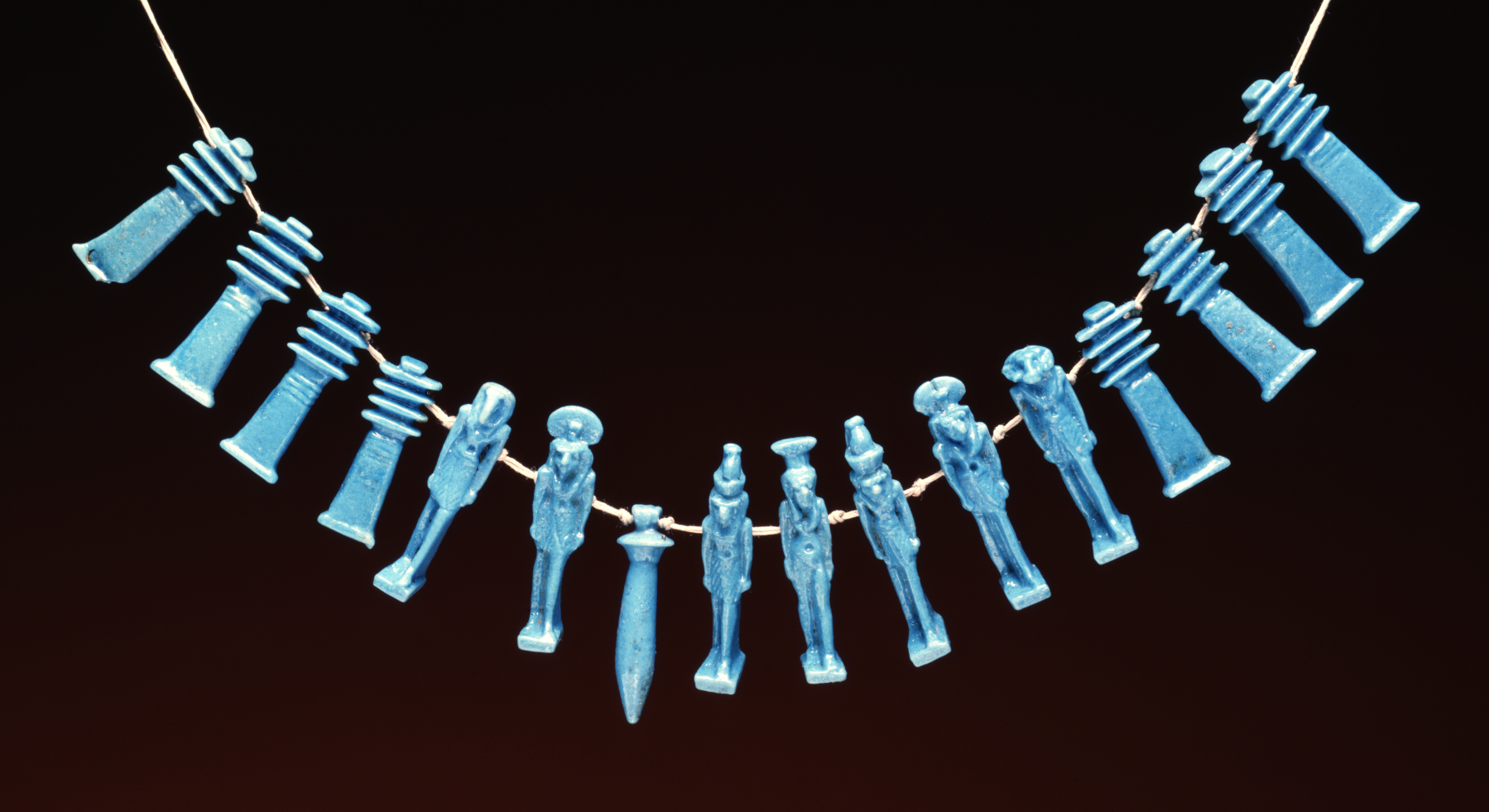
Комплект старовинних амулетів на єдиній мотузці, фаянс, синя полива